# عظم عضد

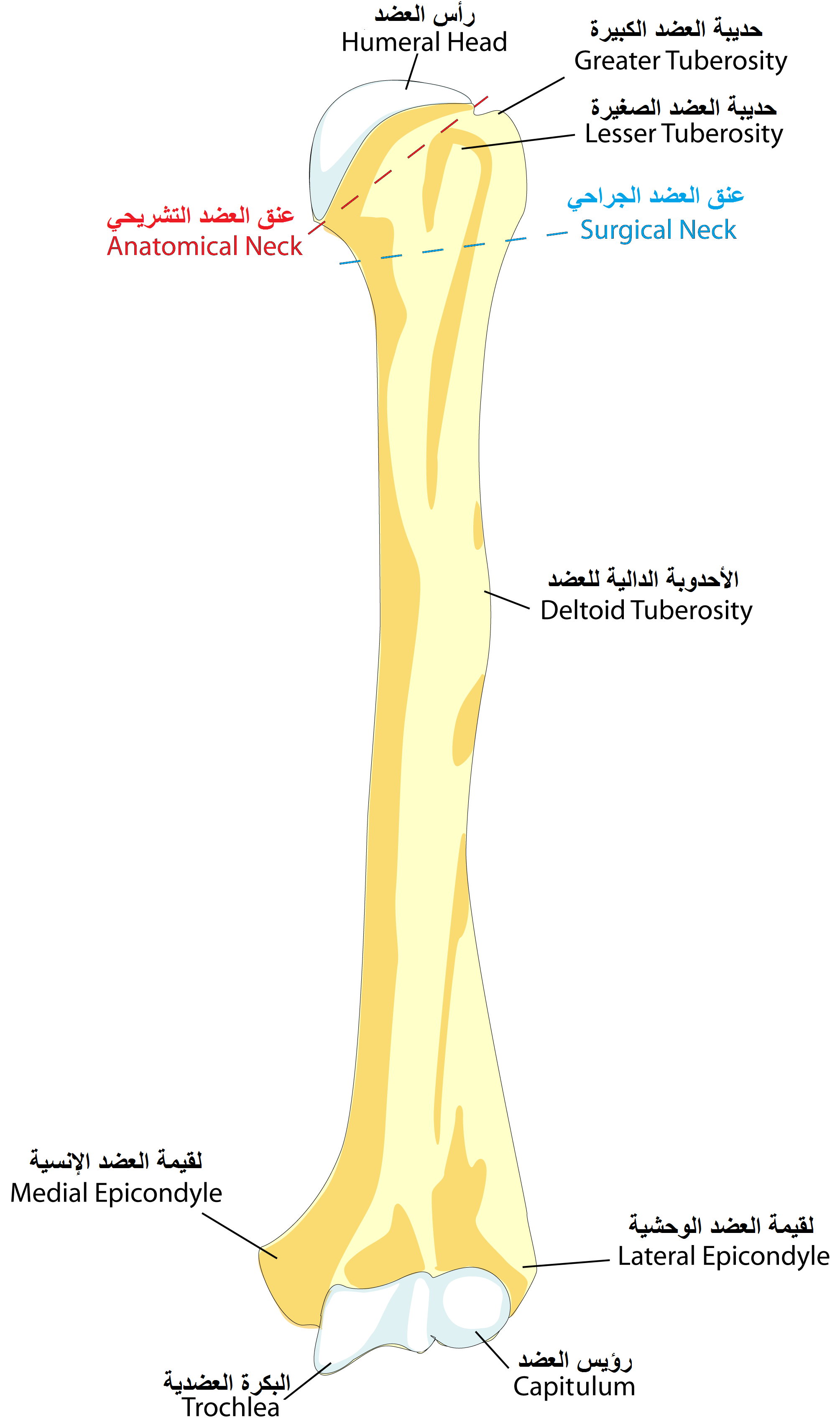
عظم العَضُد

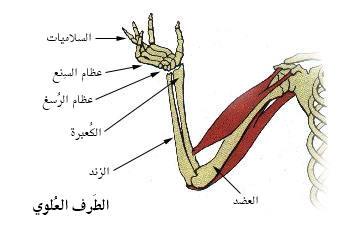
موقع عظم العَضُد بين العضلتين

النَّقَا أو النَّقْو أو عظم العَضُد (بالإنجليزية: Humerus) هو من العظام الطويلة وهو جزء من الهيكل العظمي البشري ويوجد في العضد حيث يصل الكتف مع المرفق. ويرتبط مع عظم الكتف علويا ومع عظمي الزند والكعبرة سفلياً، وينقسم تشريحيا إلى ثلاثة أقسام. يتكون الطرف العلوي العضدي من رأس مستدير وعنق ضيق وعمليتين قصيرتان (درنات، تسمى أحيانًا حدبة). الجسم أسطواني في الجزء العلوي منه وأكثر موشورية في الأسفل. يتكون الطرف السفلي من لقيمتان، وعضدان (بكرة عضدية ورؤيس العضد)، وثلاثة حفر (الحفرة الشعاعية، الحفرة التاجية، حفرة زجية). بالإضافة إلى رقبته التشريحية الحقيقية، يُشار إلى الانقباض تحت الدرنات الكبيرة والصغيرة لعظم العضد على أنه عنقها الجراحي بسبب ميله إلى الكسر، وبالتالي غالبًا ما يصبح محور تركيز الجراحين.

## أصل الكلمات
الكلمة الإنجليزية "Humerus" مشتقة من (باللاتينية: humerus, umerus) وهذا يعني الجزء العلوي من الذراع والكتف، وهو مرتبط لغويًا بالكتف القوطية ams واليونانية mos .

## التشريح

### الطرف العلوي
يتكون الطرف العلوي من عظم العضد من: رأس عظمة العضد، عنق العضد التشريحي، عنق العضد الجراحي، حديبة عظمة العضد الكبيرة، حديبة عظمة العضد الصغيرة وثلم بين حديبتي العضد.

### الجسم
يتكون من جسم عظم العضد وهو الجزء المستقيم من عظم العضد.

### الطرف السفلي
يتكون الطرف السفلي من عظم العضد من: اللقيمة الخارجية، اللقيمة الداخلية، بكرة عظمة العضد، رؤيس عظمة العضد. بالإضافة إلى ثلاثة حُفر من أجل حركة بسط وثني الذراع: الحفرة الكعبرية، الحفرة الإكليلانية والحفرة الزجية.

## الأعصاب
يمر كل من: العصب الكعبري، العصب الزندي، العصب الإبطي.

## بناء

### الطرف العلوي
يتكون الطرف العلوي أو القريب من عظم العضد من رأس عظم مستدير كبير متصل بالجسم من خلال جزء ضيق يسمى العنق، واثنين من البروزات، الدرنات الأكبر والصغرى.

#### رئيس
الرأس (caput humeri) شبه كروي الشكل. يتم توجيهه للأعلى، والوسط، والخلف قليلاً، ويتمفصل مع التجويف الحقاني للكتف لتشكيل المفصل الحقاني العضدي (مفصل الكتف) . محيط سطحه المفصلي ضيق قليلاً ويسمى العنق التشريحي، على عكس انقباض أسفل الدرنات يسمى العنق الجراحي والذي غالبًا ما يكون مكان الكسر. نادرا ما يحدث كسر في الرقبة التشريحية. يكون قطر رأس العضد أكبر بشكل عام عند الرجال منه عند النساء.

رأس عظم العضد

### العنق التشريحي
يتم توجيه الرقبة التشريحية (collum anatomicum) بشكل غير مباشر، وتشكل زاوية منفرجة مع الجسم. من الأفضل تمييزها في النصف السفلي من محيطها؛ في النصف العلوي يتم تمثيله بأخدود ضيق يفصل الرأس عن الدرنات. إنه يتيح الالتصاق بالمحفظة المفصلية لمفصل الكتف، وهو مثقوب بالعديد من الثقوب الوعائية. نادرا ما يحدث كسر في الرقبة التشريحية.

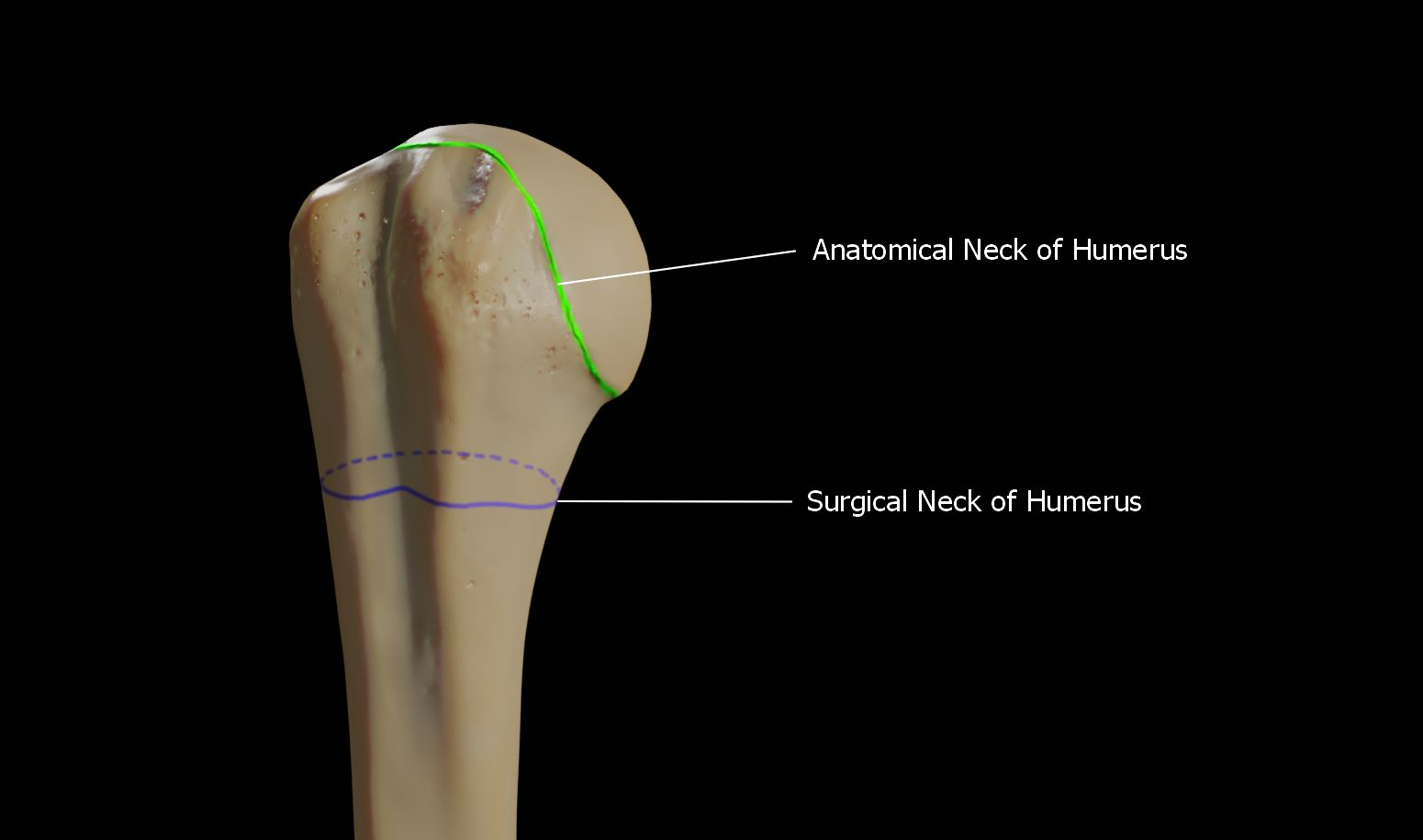
عنق العضد التشريحي مقابل الجراحة

#### عنق جراحي
الرقبة الجراحية هي منطقة ضيقة بعيدة عن الدرنات وهي موقع شائع للكسر. يقوم بالاتصال مع العصب الإبطي والشريان المحيطي العضدي الخلفي.

#### درنة أكبر

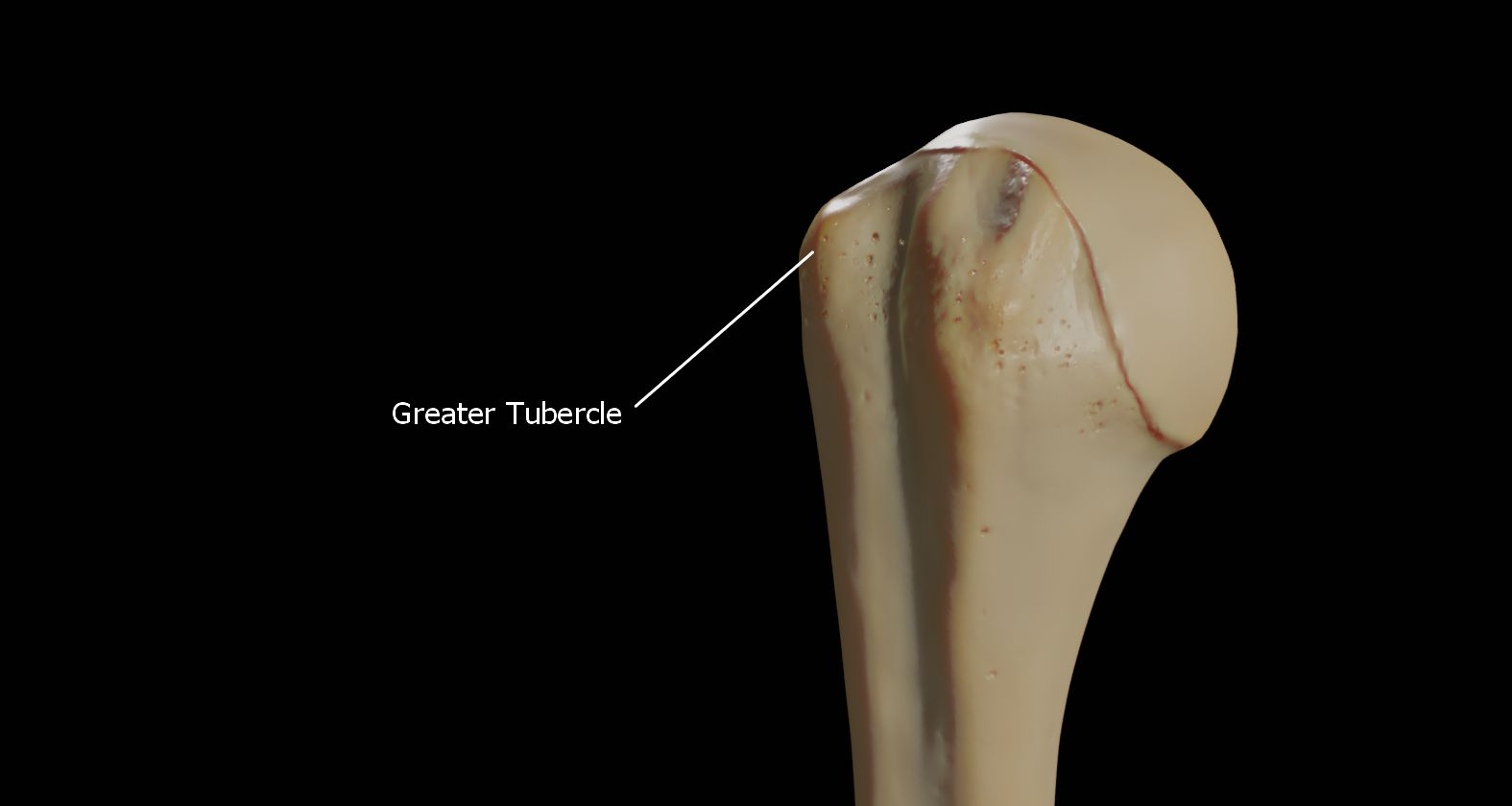
حديبة أكبر من عظم العضد الأيمن

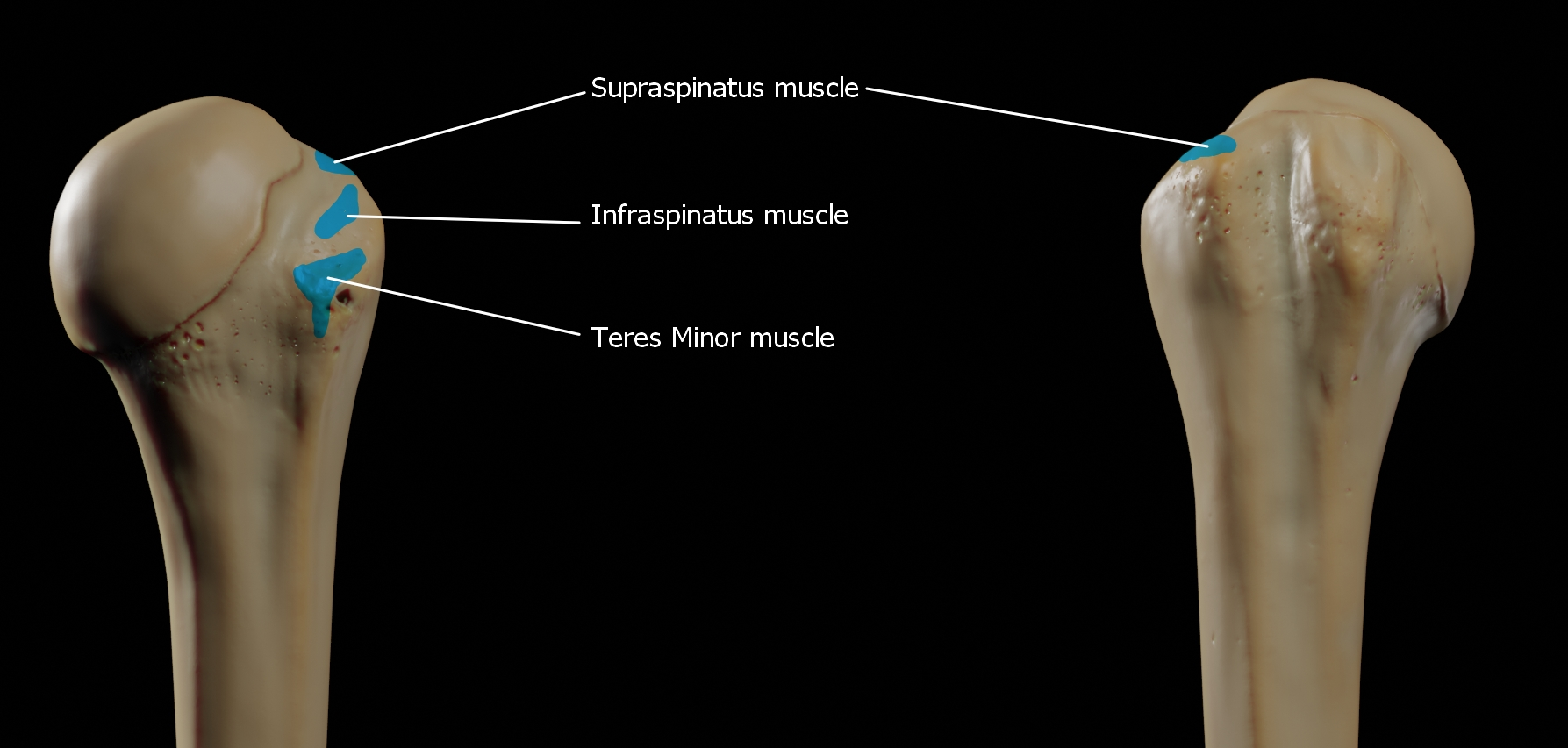
المرفقات على الحديبة الكبرى

حديبة أكبر (الحديبة الكبيرة، أكبر الحدبة) هو كبير، والإسقاط وضعت الخلف التي يتم وضعها أفقيا. الحديبة الكبرى هي المكان الذي تعلق فيه عضلات فوق الشوكة، وتحت الشوكة، والعضلات المدورة الصغيرة . تشكل قمة الحديبة الكبرى الشفة الجانبية للأخدود ثنائي الرأس وهي موقع إدخال العضلة الصدرية الكبرى .
تكون الحديبة الأكبر جانبًا للرقبة التشريحية. سطحه العلوي مستدير ومميز بثلاث انطباعات مسطحة: أعلى ها يعطي إدخالاً إلى العضلة فوق الشوكة؛ منتصف العضلة تحت الشوكة. الأدنى، وجسم العظم حوالي 2.5 سم. تحتها، إلى العضلة المدورة الصغيرة. السطح الجانبي للحديبة الأكبر محدب وخشن ومستمر مع السطح الجانبي للجسم.

#### درنة صغرى
حديبة أقل (الحديبة ناقص؛ أقل الحدبة) أصغر، وضعت anterolaterally إلى رأس عظم العضد. توفر الحديبة الصغرى إدخالًا للعضلة تحت الكتف . تم العثور على كل من هذه الدرنات في الجزء القريب من العمود. تشكل قمة الحديبة الصغرى الشفة الوسطى للأخدود ثنائي البيبتال وهي موقع لإدخال عضلات الظهر المدورة الكبيرة والظهرية العريضة .
تكون الحدبة الصغرى أكثر بروزًا من الأكبر: تقع في المقدمة، وتتجه إلى الأمام والأمام. في الأعلى والأمام يعطي انطباعًا عن إدخال وتر العضلة تحت الكتف.

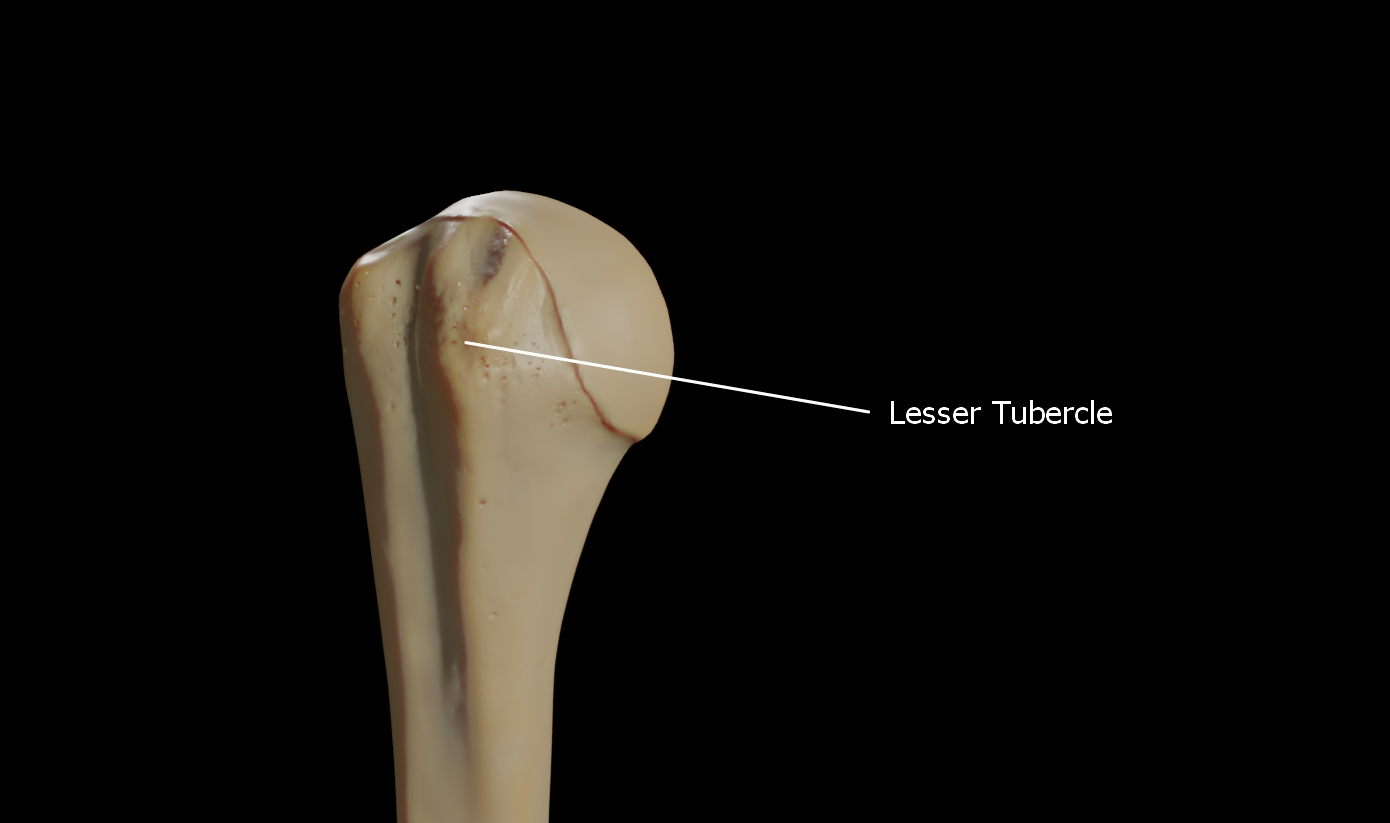
الحديبة الصغرى لعظم العضد الأيمن

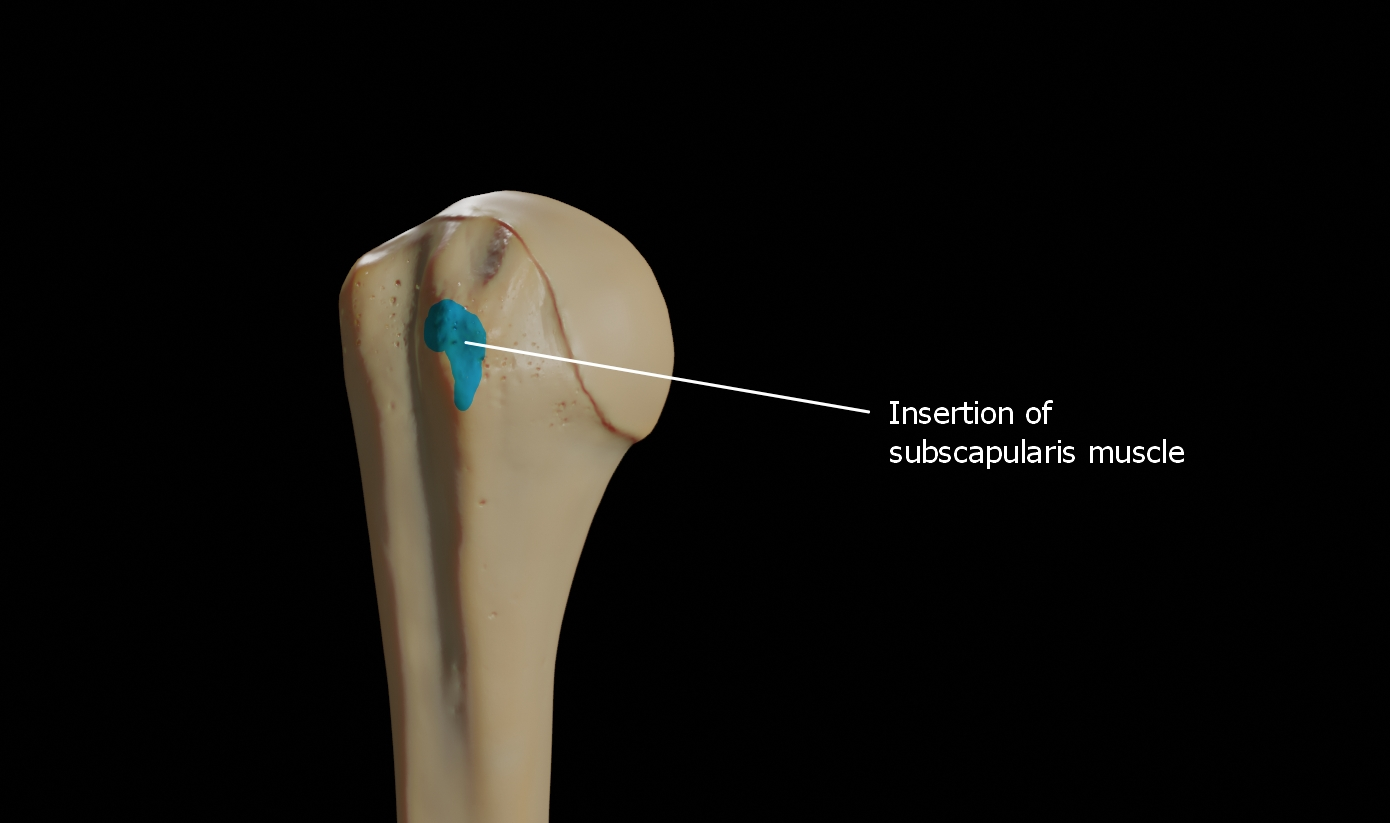
إدخال العضلة تحت الكتف على الحديبة الصغرى

#### الأخدود ذو الرأسين
يتم فصل الدرنات عن بعضها البعض بواسطة أخدود عميق، الأخدود ذو الرأسين (الأخدود بين السل؛ التلم ثنائي الرأس)، الذي يستقر الوتر الطويل للعضلة ذات الرأسين العضدية وينقل فرعًا من الشريان المحيطي العضدي الأمامي إلى مفصل الكتف. يمتد بشكل غير مباشر للأسفل، وينتهي بالقرب من تقاطع الجزء العلوي مع الثلث الأوسط من العظم. في الحالة الجديدة، يكون الجزء العلوي مغطى بطبقة رقيقة من الغضروف، مبطنة بإطالة الغشاء الزليلي لمفصل الكتف؛ الجزء السفلي منه يدخل في وتر العضلة الظهرية العريضة. إنه عميق وضيق من الأعلى، ويصبح ضحلًا وأوسع قليلاً أثناء هبوطه. تسمى شفتاها، على التوالي، قمم الدرنات الكبيرة والصغيرة (التلال ثنائية الرأس)، وتشكل الأجزاء العلوية من الحدود الأمامية والوسطى لجسم العظم.

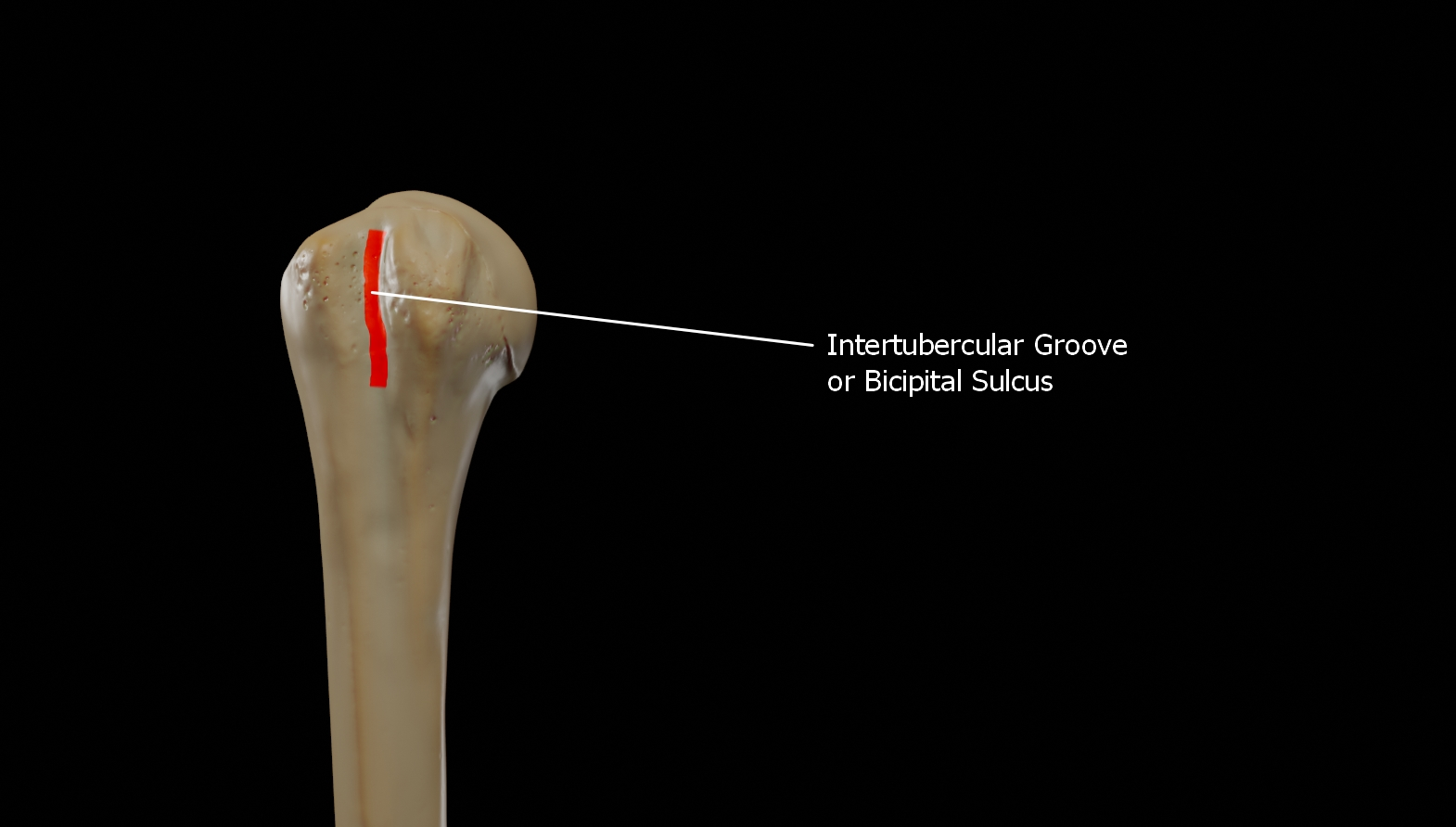
الأخدود ذو الرأسين

### الفتحة
يتكون جسم أو عمود العضد من مثلث إلى أسطواني في مقطع مقطوع ويتم ضغطه باتجاه الأمام الخلفي. لها 3 أسطح وهي:
- السطح الأمامي الوحشي: المنطقة الواقعة بين الحد الجانبي لعظم العضد إلى الخط المرسوم كاستمرار لقمة الحديبة الكبرى. يتم توجيه السطح الجانبي الأمامي إلى الأعلى، حيث يكون أملسًا ومدورًا ومغطى بالعضلة الدالية؛ إلى الأمام وإلى الأسفل، حيث يكون مقعرًا قليلاً من الأعلى إلى الأسفل، ويعطي أصلًا لجزء من Brachialis . في منتصف هذا السطح يوجد ارتفاع خشن مستطيل الشكل، الحدبة الدالية لإدخال العضلة الدالية؛ أسفل هذا هو التلم الكعبري، موجه بشكل غير مباشر من الخلف والأمام وللأسفل، وينقل العصب الكعبري والشريان العميق.
- سطح أمامي: المنطقة الواقعة بين الحد الإنسي لعظم العضد إلى الخط المرسوم كاستمرار لقمة الحديبة الكبرى. يتم توجيه السطح الأمامي-الإنسي، وهو أقل اتساعًا من السطح الجانبي الأمامي، إلى الوسط إلى أعلى وإلى الأمام وإلى الأسفل؛ الجزء العلوي ضيق، ويشكل أرضية الأخدود بين السد الذي يعطي إدخالًا إلى وتر العضلة الظهرية العريضة؛ الجزء الأوسط منه خشن بعض الشيء بالنسبة لربط بعض ألياف وتر إدخال العضلة الغرابية العضدية؛ الجزء السفلي أملس، مقعر من الأعلى إلى الأسفل، ويعطي منشأ للعضلة العضدية.
- السطح الخلفي: المنطقة الواقعة بين الحدود الوسطى والجانبية. يبدو السطح الخلفي ملتويًا إلى حد ما، بحيث يتم توجيه الجزء العلوي منه قليلاً إلى الوسط، والجزء السفلي منه إلى الخلف والقليل إلى الجانب. يغطي هذا السطح بالكامل تقريبًا الرؤوس الجانبية والوسطى للعضلة ثلاثية الرؤوس العضدية، والأولى تظهر أعلاه، والأخيرة تحت التلم الشعاعي.

حدودها الثلاثة هي:
- أمامي: يمتد الحد الأمامي من مقدمة الحديبة الأكبر أعلاه إلى الحفرة التاجية أدناه، ويفصل الجانب الأمامي الأمامي عن السطح الجانبي الأمامي. الجزء العلوي منها هو نتوء بارز، قمة الحديبة الكبرى؛ يعمل على إدخال وتر العضلة الصدرية الرئيسية. حول مركزها تشكل الحدود الأمامية للحدبة الدالية، التي تلتصق بها العضلة الدالية؛ أدناه، يكون أملسًا ومستديرًا، مما يوفر التعلق بالعضلة العضدية.
- الوحشي: يمتد الحد الجانبي من الجزء الخلفي للحديبة الكبرى إلى اللقيمة الوحشية، ويفصل الجانب الأمامي الوحشي عن السطح الخلفي. النصف العلوي مستدير ومُحدد بشكل غير واضح، ويعمل على ربط الجزء السفلي من العضلة المدورة الصغرى، وأسفل هذا يعطي منشأ الرأس الجانبي للعضلة ثلاثية الرؤوس العضدية؛ يمر وسطه بانخفاض عريض ولكنه مائل ضحل، الأخدود الحلزوني (الأخدود العضلي). يعمل العصب الكعبري في الأخدود الحلزوني. يشكل الجزء السفلي منه هامشًا خشنًا بارزًا، منحنيًا قليلاً من الخلف، إلى الأمام الحافة فوق اللقمية الجانبية، والتي تقدم شفة أمامية لأصل العضلة العضدية العضدية أعلاه، والعضلة الطويلة الشعاعية الباسطة أعلاه، الشفة الخلفية للعضلة ثلاثية الرؤوس العضلة العضدية، وحافة وسيطة لربط الحاجز العضلي الجانبي.
- وسطي: يمتد الحد الإنسي من الحدبة الصغرى إلى اللقيمة الإنسية. يتكون الثلث العلوي منها من نتوء بارز، وهو قمة الحديبة الصغرى، والتي تُدخل في وتر العضلة المدورة الرئيسية. يوجد حول مركزها انطباع طفيف عن إدخال العضلة الغرابية العضدية، وتحت هذا مباشرة يوجد مدخل قناة المغذيات، ويتجه نحو الأسفل في بعض الأحيان توجد قناة مغذية ثانية في بداية التلم الكعبري. تم رفع الثلث السفلي من هذه الحدود إلى سلسلة من التلال الصغيرة، وهي الحافة الوسطى فوق اللقمية، والتي أصبحت بارزة جدًا أدناه؛ يقدم شفة أمامية لأصول العضلة العضدية والعضلة الكابة المدورة، وشفة خلفية للرأس الإنسي للعضلة ثلاثية الرؤوس العضدية، وحافة وسيطة لربط الحاجز العضلي الإنسي.

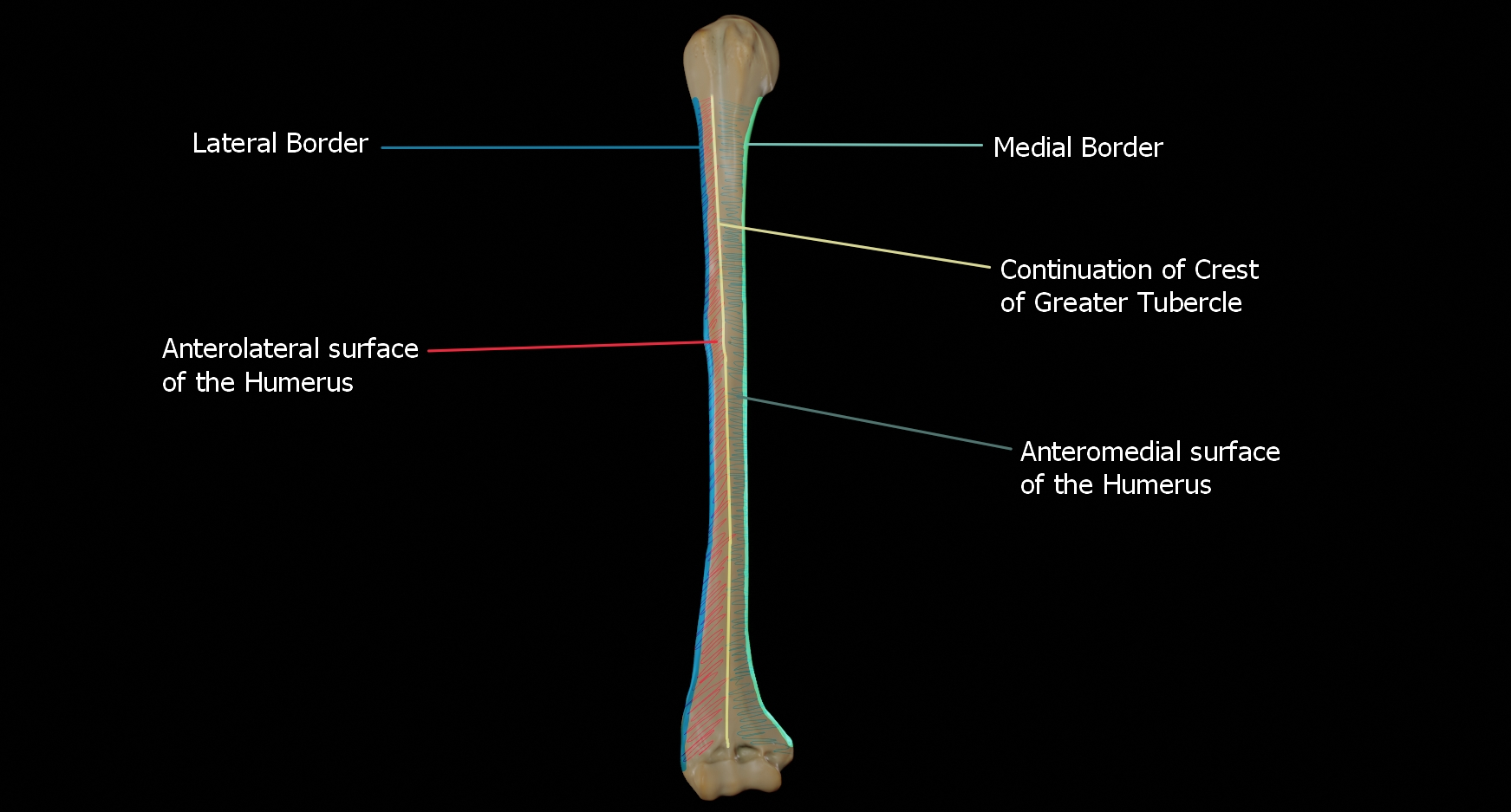
منظر أمامي لعظم العضد يظهر الحدود والأسطح

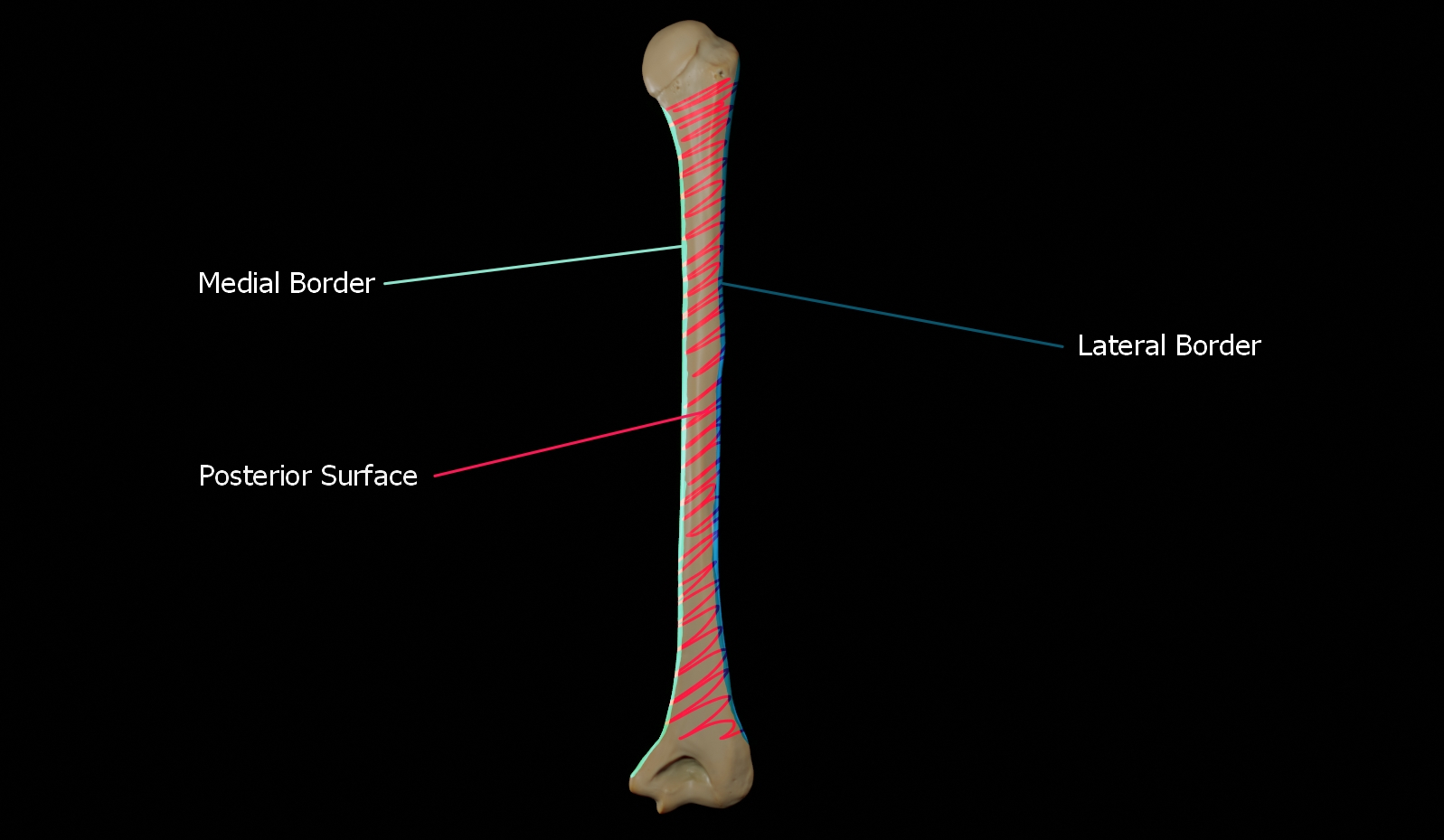
منظر خلفي لعظم العضد يظهر الحدود الوسطى والجانبية والسطح الخلفي لعظم العضد

الحدبة الدالية هي سطح خشن على السطح الجانبي لجسم عظم العضد وتعمل كموقع لإدخال العضلة الدالية. يحتوي الجزء الخلفي العلوي من العمود على قمة، تبدأ أسفل العنق الجراحي لعظم العضد وتمتد حتى الطرف العلوي من الحدبة الدالية. هذا هو المكان الذي يتم فيه توصيل الرأس الجانبي للعضلة ثلاثية الرؤوس العضدية .

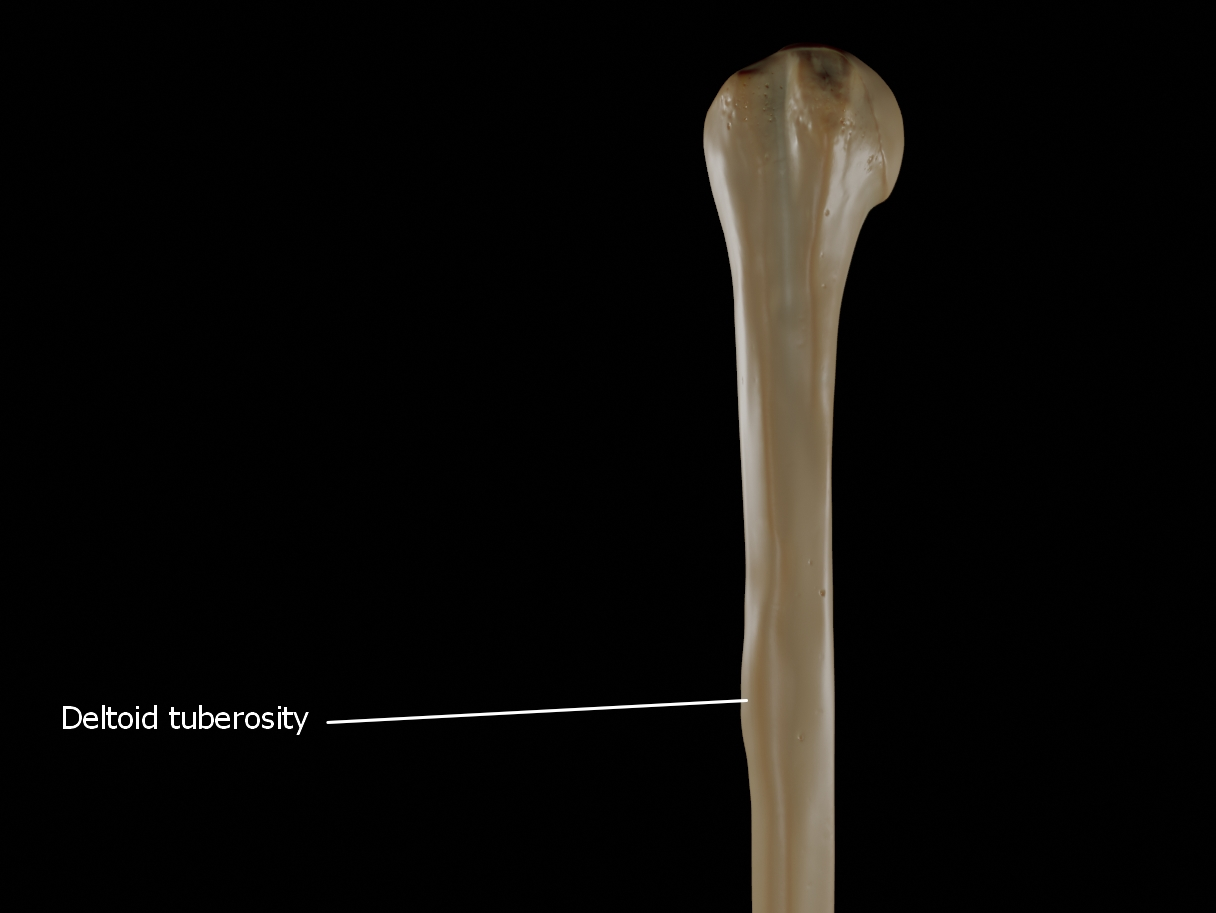
الحدبة الدالية لعظم العضد

يوجد التلم الشعاعي، المعروف أيضًا باسم الأخدود الحلزوني، على السطح الخلفي للعمود وهو أخدود مائل ضحل يمر من خلاله العصب الكعبري مع الأوعية العميقة. يقع هذا الجزء السفلي من الحدبة الدالية. الحد السفلي من الأخدود الحلزوني مستمر بشكل بعيد مع الحد الجانبي للعمود.

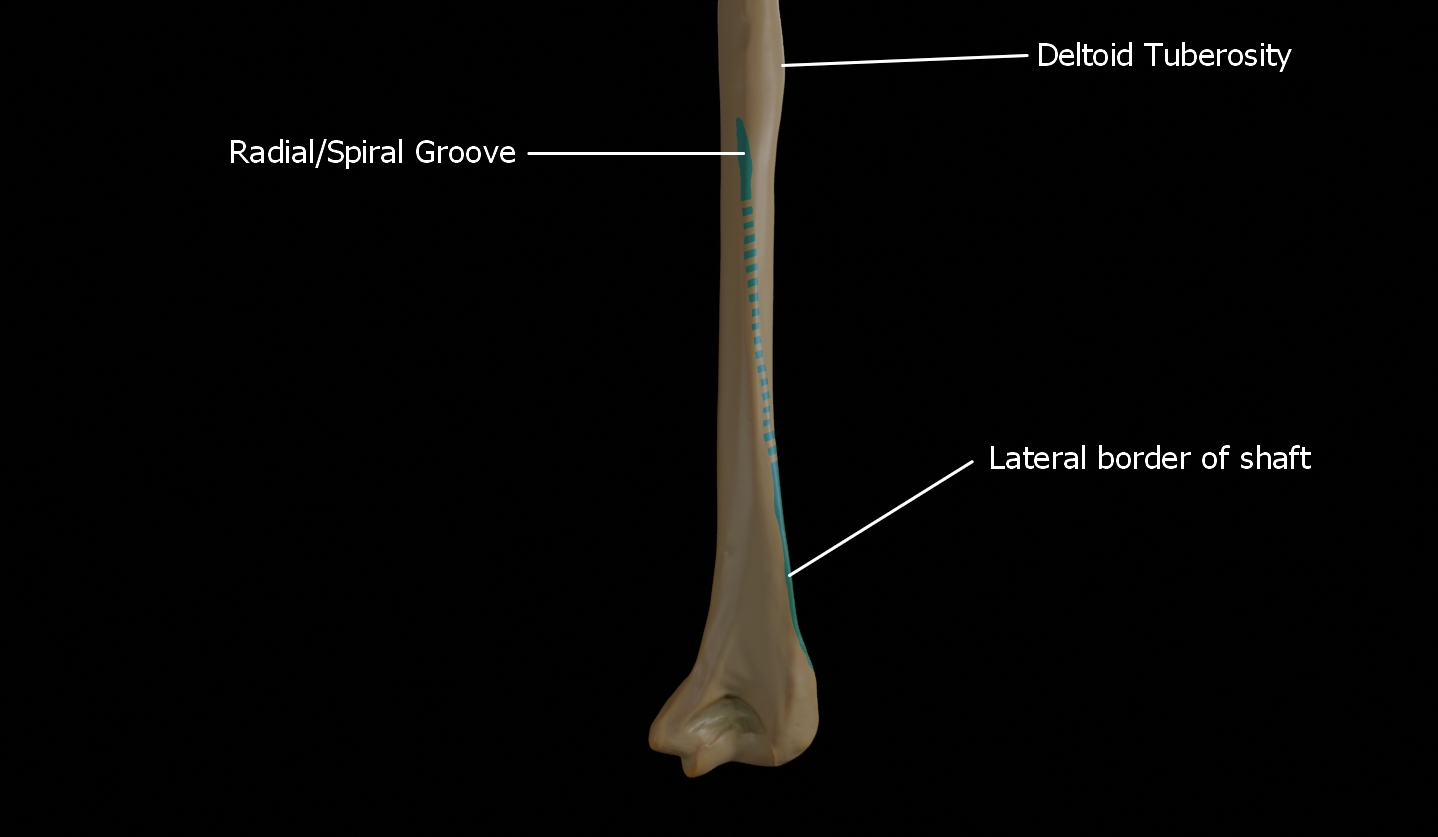
الأخدود الشعاعي مستمر كحد جانبي لجسم عظم العضد

تقع الثقبة المغذية لعظم العضد في السطح الأمامي الأوسط لعظم العضد. تدخل الشرايين المغذية إلى عظم العضد من خلال هذه الثقبة.

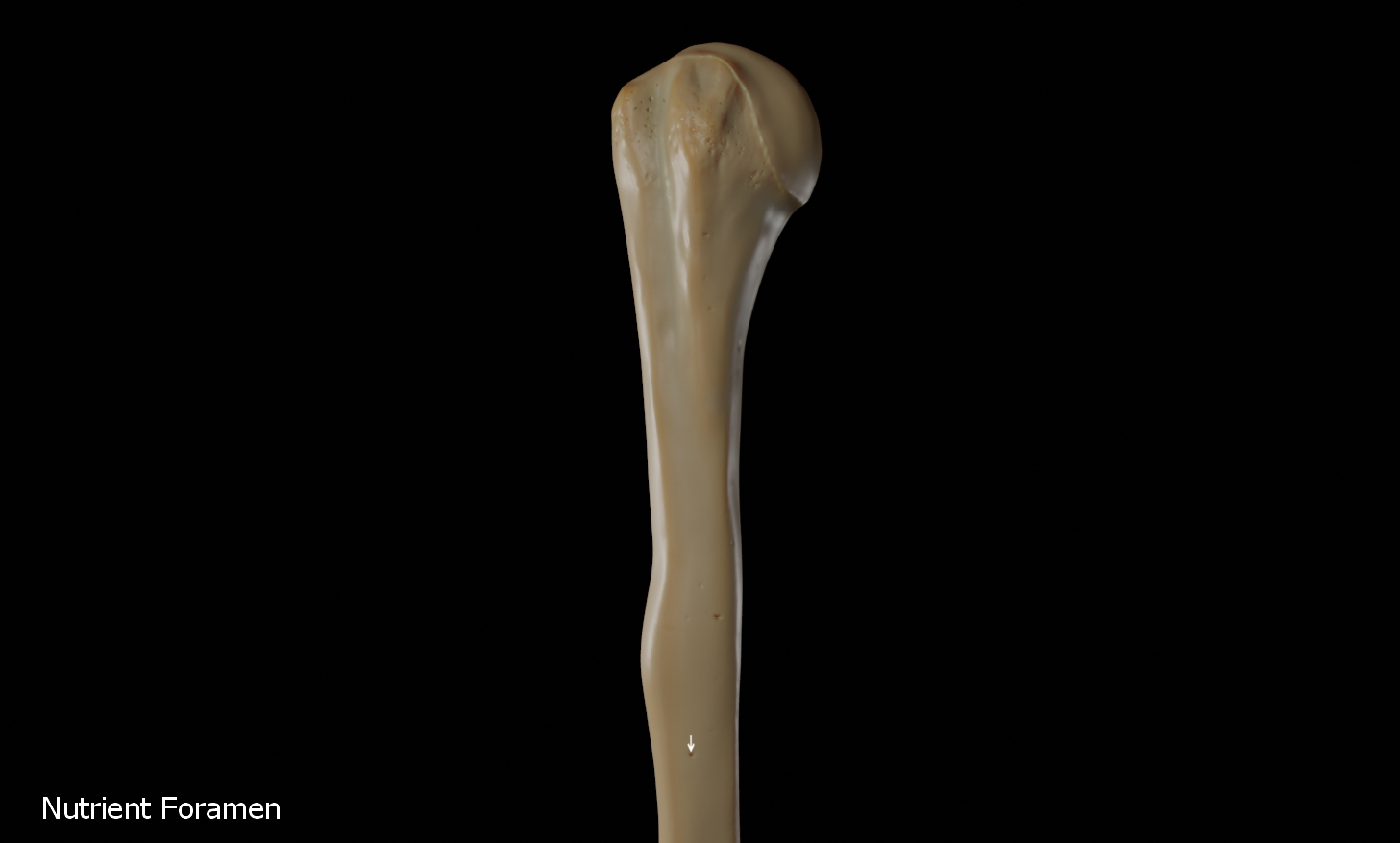
الثقبة المغذية لعظم العضد

### عظم العضد القاصي
يتم تسطيح الطرف البعيد أو السفلي لعظم العضد من قبل إلى الخلف، ومنحنًا قليلاً إلى الأمام؛ ينتهي في الأسفل بسطح مفصلي عريض، مقسم إلى جزأين بحافة صغيرة. الإسقاط على كلا الجانبين هي اللقيمة الجانبية والوسطى.

#### السطح المفصلي
يمتد السطح المفصلي أقل قليلاً من اللقيمة، ومنحني قليلاً إلى الأمام؛ طرفه الإنسي يحتل مستوى أقل من الوحشي. يتكون الجزء الجانبي من هذا السطح من سماحة مستديرة ناعمة تسمى رأس عظم العضد؛ يتمفصل مع انخفاض على شكل كوب على رأس نصف القطر، ويقتصر على الجزء الأمامي والسفلي من العظم.

### فوسا
يوجد فوق الجزء الأمامي من عظم العضد انخفاضًا صغيرًا، وهو الحفرة التاجية، والتي تستقبل العملية الإكليلية للعظم أثناء ثني الساعد.
يوجد فوق الجزء الخلفي من التروكلي منخفض مثلثي عميق، الحفرة الزُجرية، حيث يتم استقبال قمة الزُجِّي في امتداد الساعد.

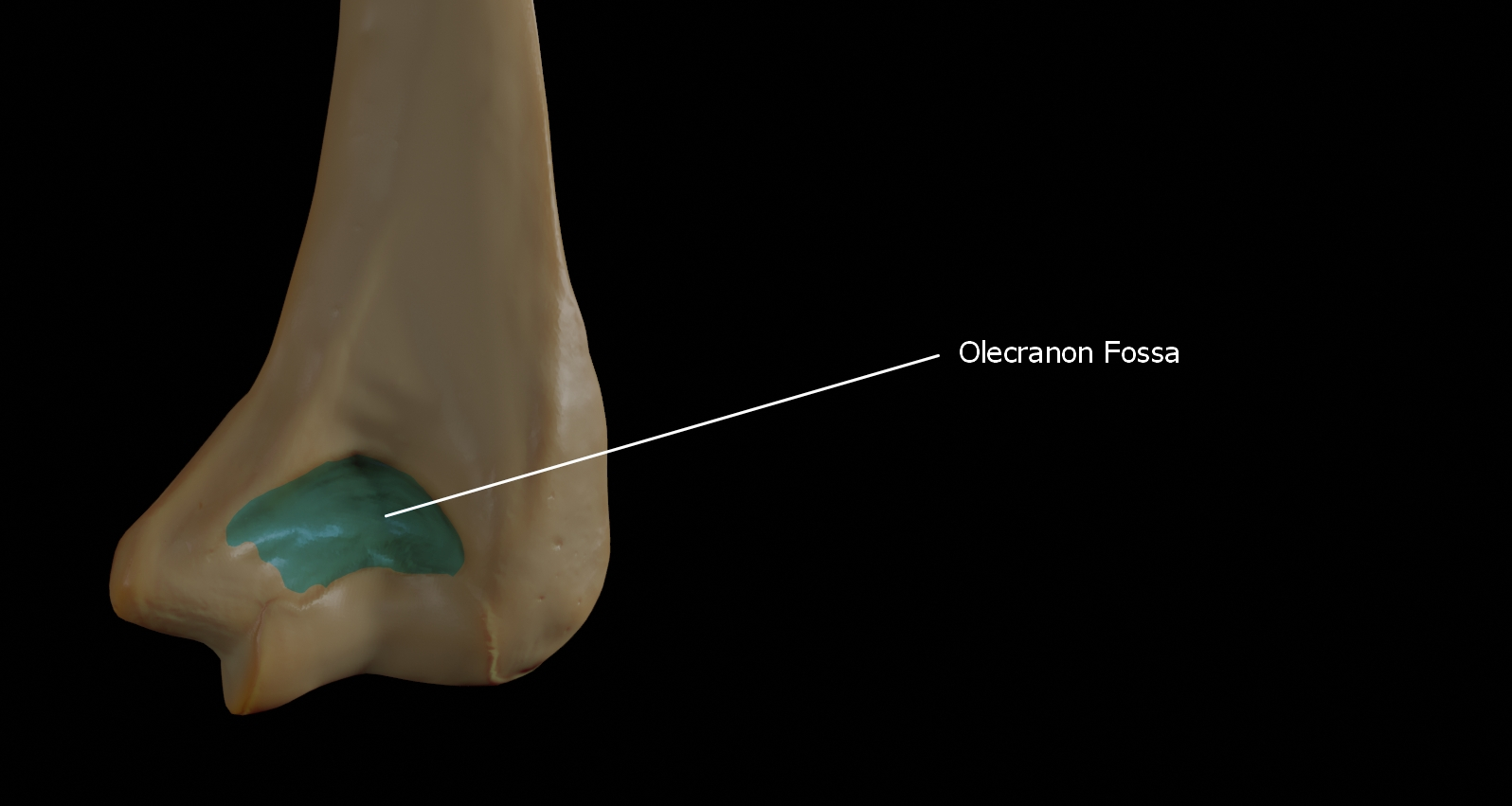
الحفرة الزهرية لعظم العضد

الحفرة التاجية هي الجزء المجوف الإنسي على السطح الأمامي لعظم العضد البعيد. الحفرة التاجية أصغر من الحفرة الزُجرية وتتلقى العملية التاجية للعظمة أثناء ثني الكوع الأقصى.

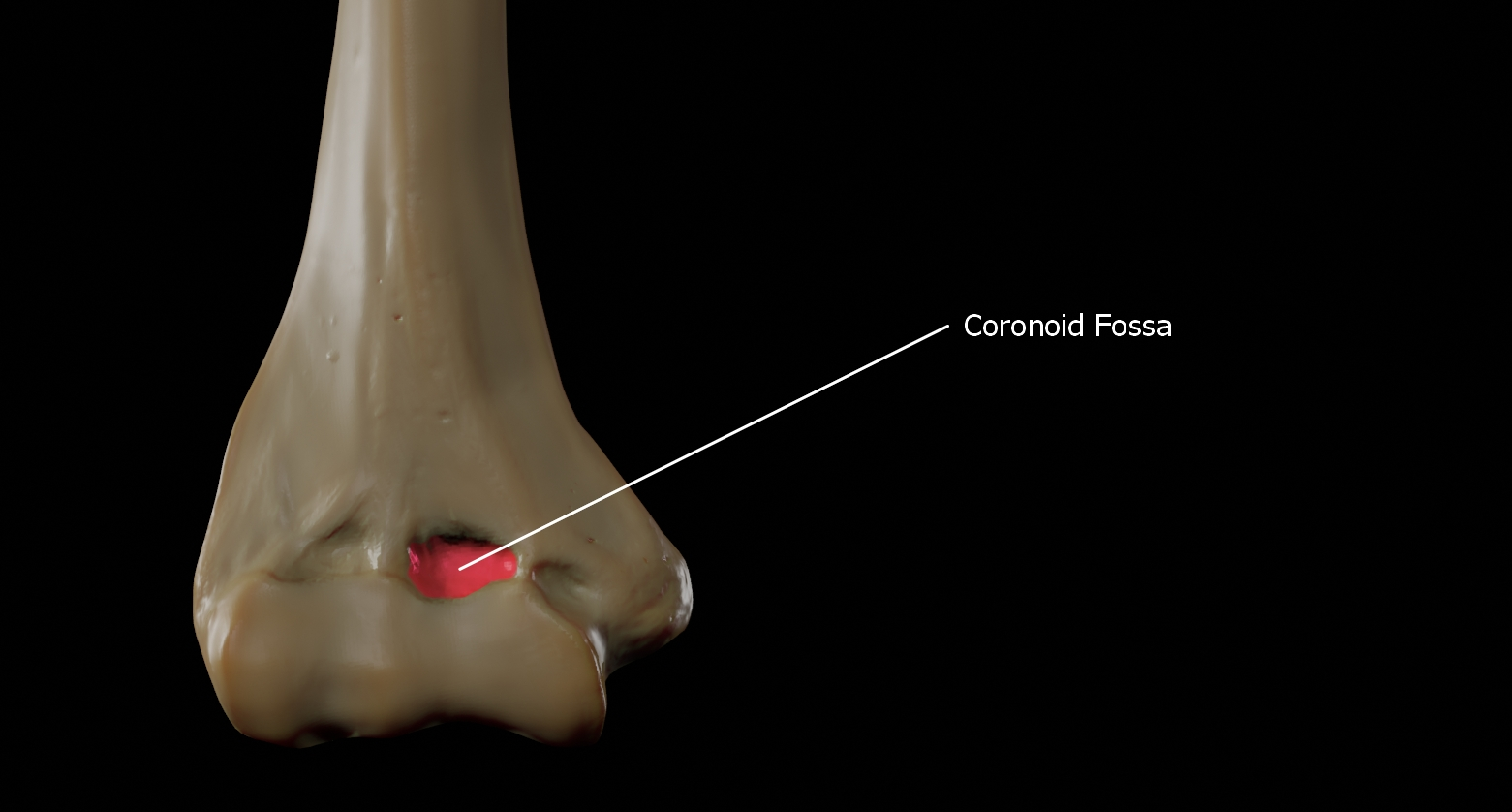
الحفرة التاجية لعظم العضد

فوق الجزء الأمامي من رؤيس هو الاكتئاب البسيط، والحفرة الشعاعية، التي تتلقى الحدود الأمامي من رئيس دائرة نصف قطرها، عندما استعرضوا الساعد.

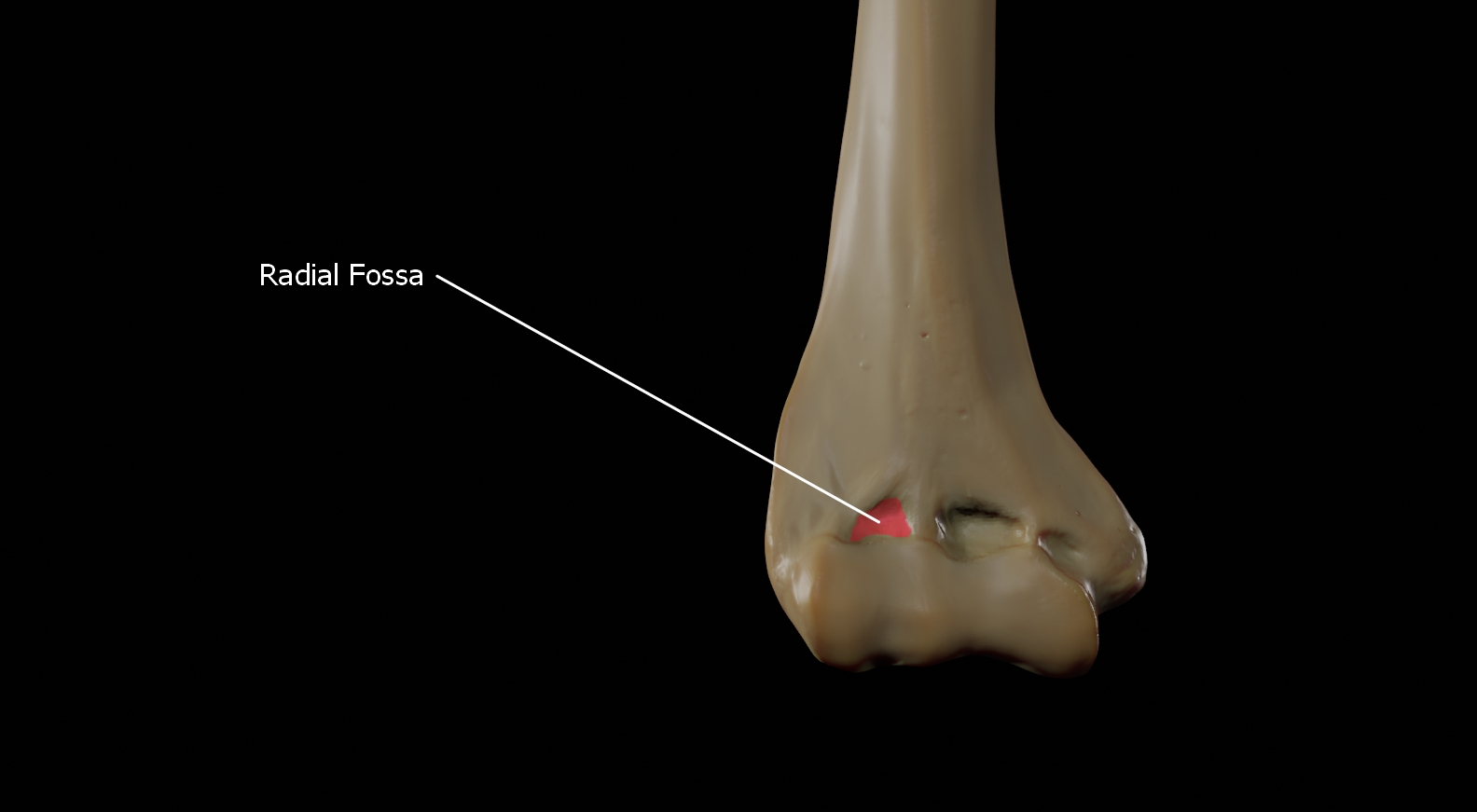
الحفرة الشعاعية لعظم العضد

يتم فصل هذه الحفريات عن بعضها البعض بواسطة صفيحة رقيقة وشفافة من العظام، والتي تكون مثقوبة في بعض الأحيان بواسطة الثقبة الشفافة. يتم تبطينها في الحالة الجديدة بواسطة الغشاء الزليلي لمفصل الكوع، وتمنح حوافها الارتباط بالأربطة الأمامية والخلفية لهذا المفصل.
الكابيتول هو بروز مستدير يشكل الجزء الجانبي من عظم العضد البعيد. يتمفصل رأس نصف القطر مع الرأس.

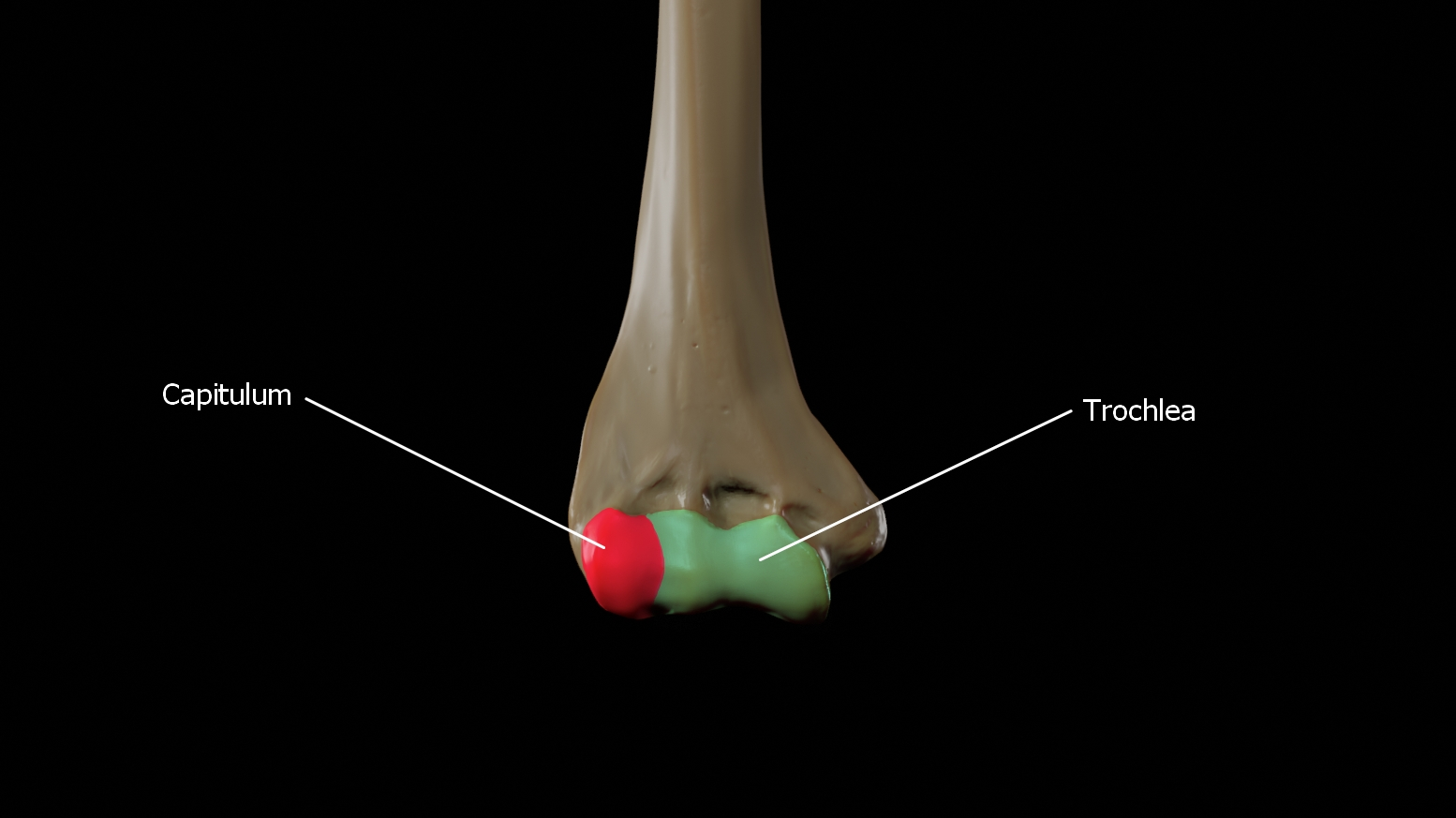
الكابيتول على الجانب الوحشي والعضلة الطرفية على الجانب الإنسي من عظم العضد

البكرة هي جزء وسطي على شكل بكرة من عظم العضد البعيد وتتفصل مع عظم الزند.

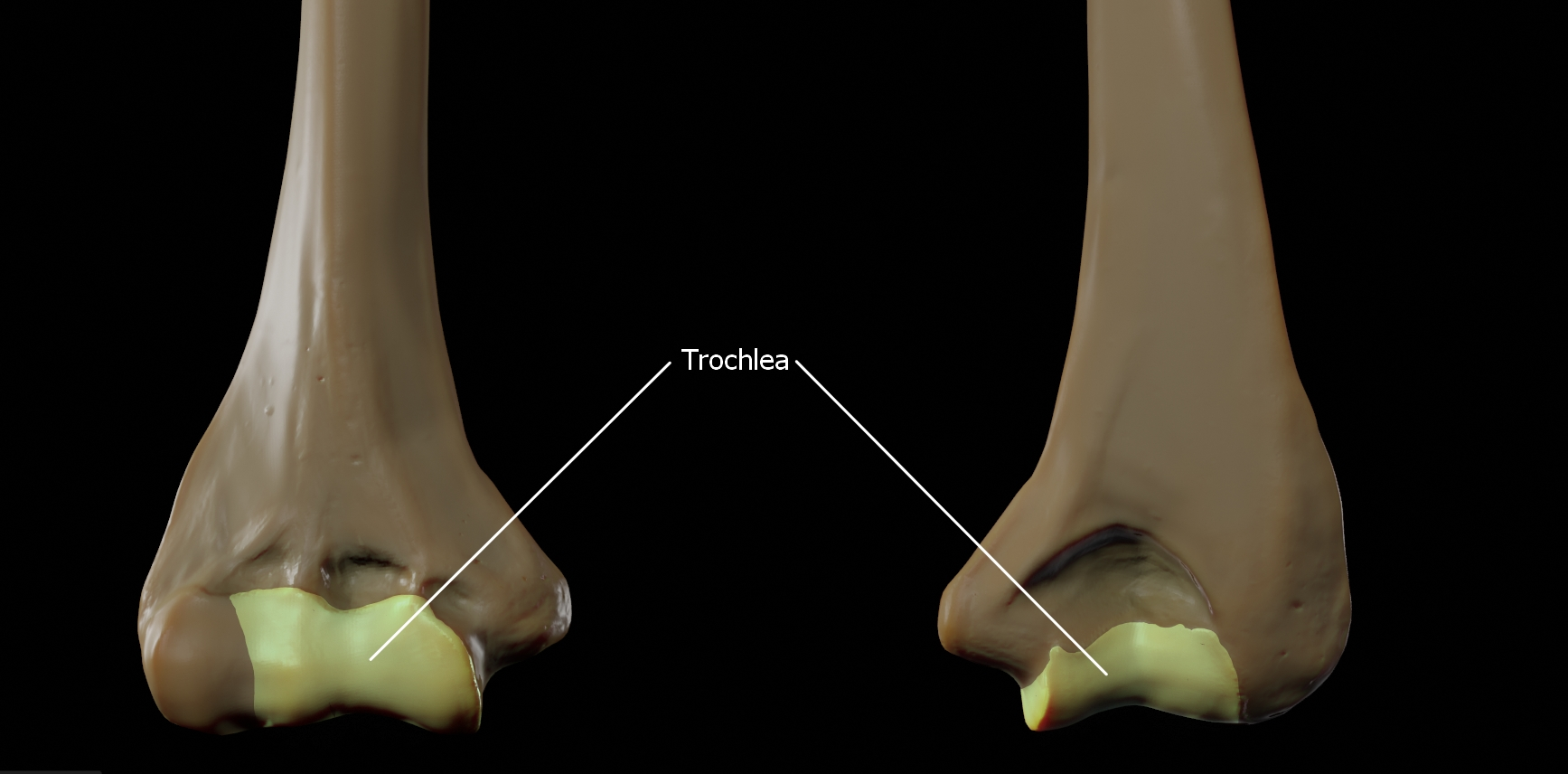
تروكليا من عظم العضد

### لقيمة العضد الإنسية
تستمر اللقيمة في الأعلى مع التلال فوق اللقمية.
- اللقيمة الوحشية هي سماحة صغيرة مدروبة، منحنية قليلاً للأمام، وتعطي التعلق بالرباط الجانبي الشعاعي لمفصل الكوع، والوتر المشترك في أصل عضلة باسطة وبعض عضلات الباسطة.
- يتم توجيه اللقيمة الإنسية، الأكبر والأكثر بروزًا من الوحشية، إلى الخلف قليلاً؛ أنه يعطي التعلق بالرباط الجانبي الزندي لمفصل الكوع، وعضلة كابة مدورة، ووتر منشأ مشترك لبعض عضلات الساعد المرنة؛ يعمل العصب الزندي في أخدود على الجزء الخلفي من اللقيمة.

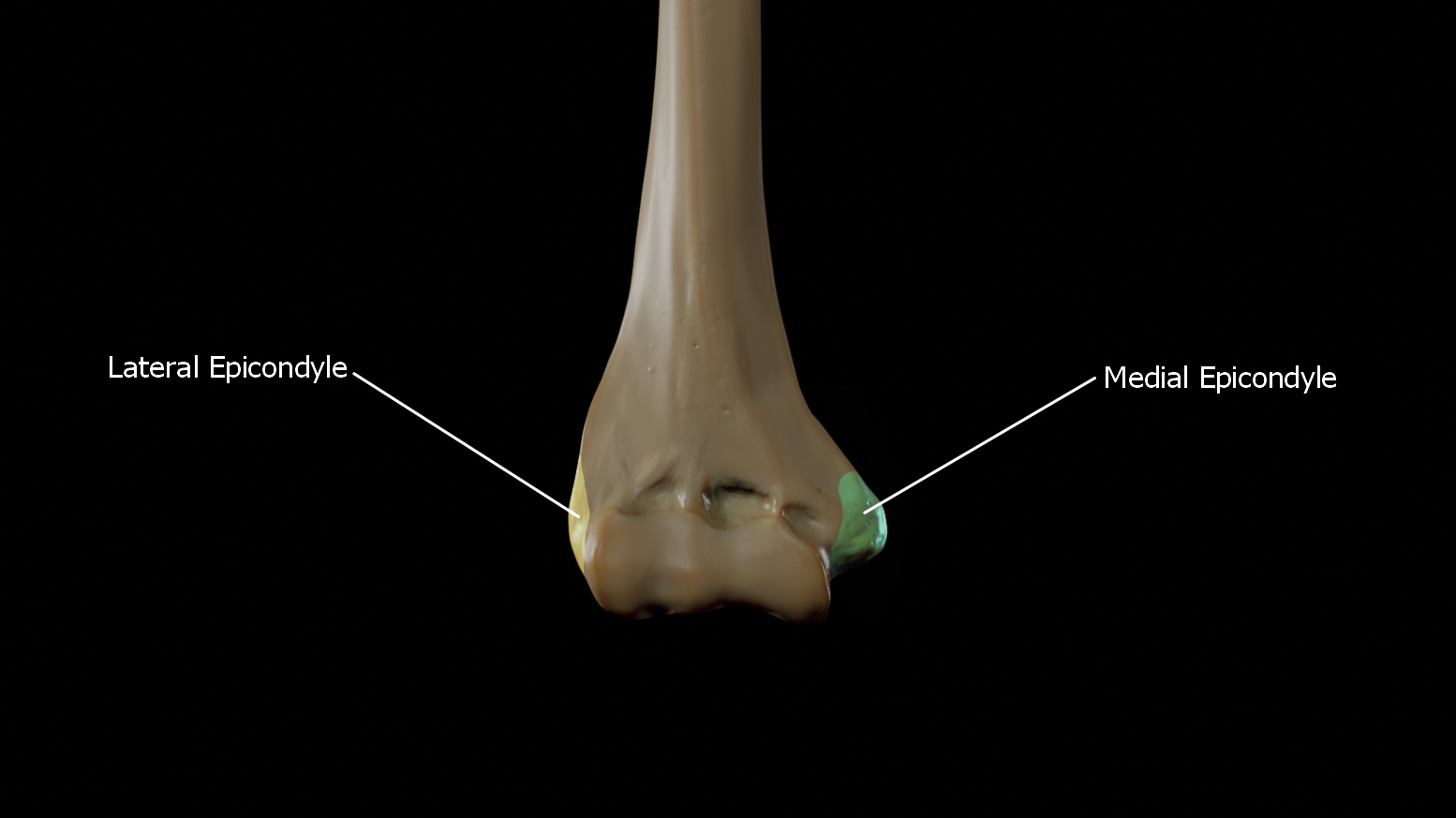
اللقيمة الإنسية والجانبية لعظم العضد

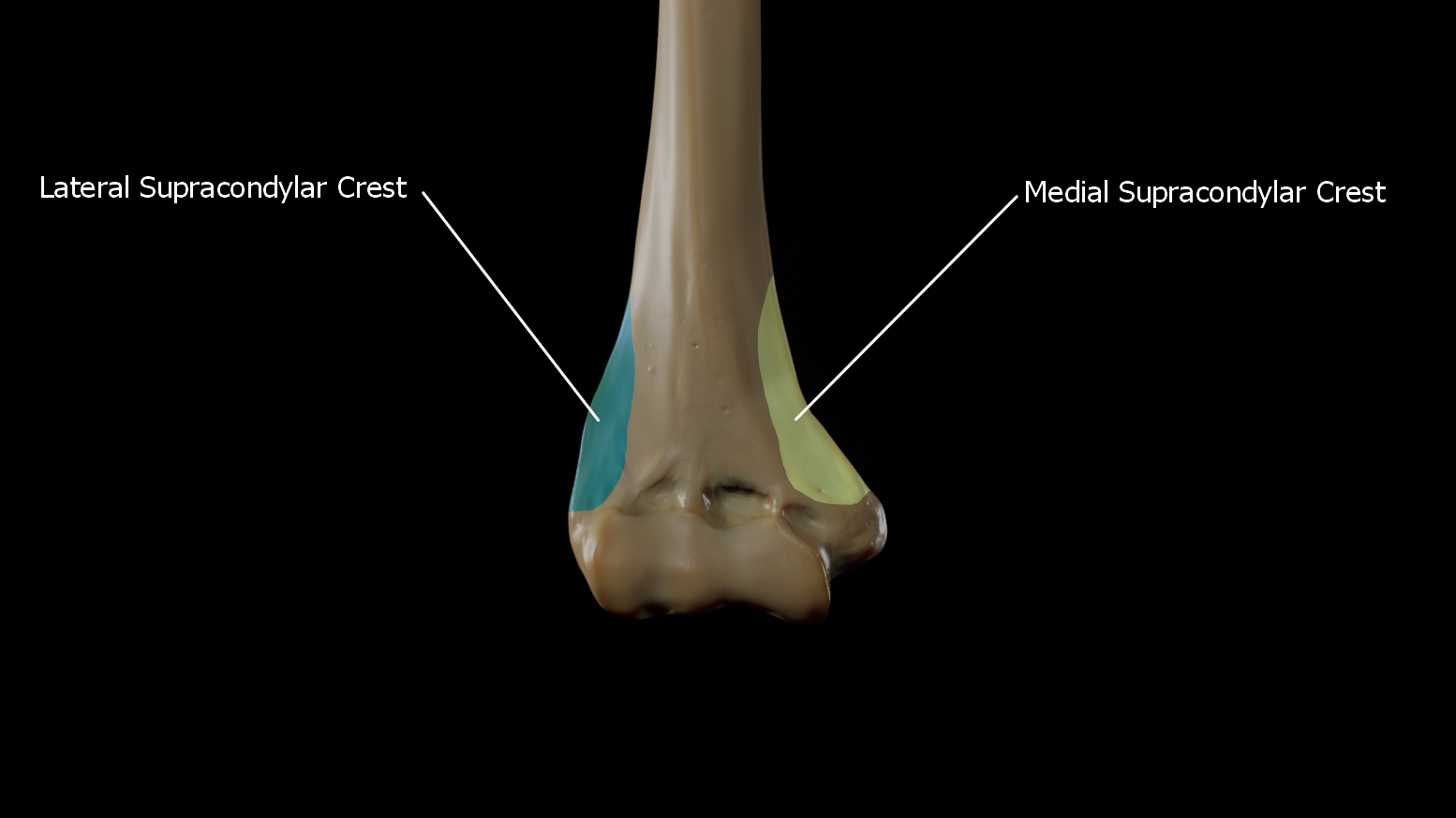
التلال المتوسطة والجانبية فوق اللقمة لعظم العضد

تشكل قمة فوق اللقمة الإنسي الحدود الإنسية الحادة لعظم العضد البعيد المستمر بشكل متفوق من اللقيمة الإنسي. تشكل القمة الجانبية فوق اللقمة الحد الجانبي الحاد لعظم العضد البعيد الذي يستمر بشكل متفوق من اللقيمة الجانبية.

### الحدود
يُطلق على الجزء الإنسي من السطح المفصلي اسم العضلة الطرفية، ويمثل انخفاضًا عميقًا بين حدين محددين جيدًا؛ إنه محدب من قبل إلى الخلف، مقعر من جانب إلى آخر، ويحتل الأجزاء الأمامية والسفلية والخلفية من الطرف.
- يفصله الحد الجانبي عن الأخدود المفصلي بهامش رأس نصف القطر.
- يكون الحد الإنسي أكثر سمكًا وطولًا، وبالتالي أكثر بروزًا من الحافة الجانبية.

الجزء المحزز من السطح المفصلي يتلاءم بدقة مع الشق الهلالي من الزند؛ إنه أوسع وأعمق في الجزء الخلفي منه على الجانب الأمامي من العظم، ويميل بشكل غير مباشر إلى الأسفل وإلى الأمام باتجاه الجانب الإنسي.

### المفاصل
عند الكتف، يتمفصل رأس عظم العضد مع الحفرة الحقانية للكتف. وبشكل أكثر بعدًا، عند الكوع، يتمفصل رأس عظم العضد مع رأس نصف القطر، ويتمفصل عظم العضد مع شق عظم الزند.

### أعصاب
يقع العصب الإبطي في الطرف القريب مقابل حزام الكتف. قد يؤدي خلع المفصل الحقاني العضدي لعظم العضد إلى إصابة العصب الإبطي أو الشريان الإبطي. تشمل علامات وأعراض هذا الخلع فقدان محيط الكتف الطبيعي وانخفاض ملموس تحت الأخرم.
يتبع العصب الكعبري عظم العضد عن كثب. في منتصف عظم العضد، ينتقل العصب الكعبري من الجانب الخلفي إلى الجانب الأمامي للعظم في الأخدود الحلزوني . يمكن أن يؤدي كسر عظم العضد في هذه المنطقة إلى إصابة العصب الكعبري.
يقع العصب الزندي في النهاية البعيدة لعظم العضد بالقرب من الكوع. عند إصابتها، يمكن أن تسبب إحساسًا بوخزًا واضحًا، وأحيانًا قدر كبير من الألم. يُشار إليه أحيانًا باسم «العظم المضحك»، وربما يرجع ذلك إلى هذا الإحساس (شعور «مضحك»)، بالإضافة إلى حقيقة أن اسم العظم هو تجانس «فكاهي». تقع خلف اللقيمة الإنسيّة، وتتلف بسهولة في إصابات المرفق.

## وظيفة

### التعلق العضلي
ينشأ الدالية على الثلث الجانبي من الترقوة والأخرم وقمة العمود الفقري للكتف. يتم إدخاله على الحدبة الدالية لعظم العضد وله العديد من الإجراءات بما في ذلك اختطاف الكتف وتمديده ومحيطه. ينشأ فوق الشوكة أيضًا على العمود الفقري للكتف. يتم إدراجه على الحديبة الأكبر لعظم العضد، ويساعد في اختطاف الكتف.
يتم إدراج العضلة الصدرية الكبرى، والعضلة المدورة الكبيرة، والظهر العريض في الأخدود بين السد لعظم العضد. إنهم يعملون لتقريب العضد وتدويره إنسيًا أو داخليًا.
يتم إدخال الجزء السفلي من العمود الفقري والعضلة المدورة الصغيرة على الحديبة الأكبر، والعمل على تدوير عظم العضد أفقياً أو خارجياً. في المقابل، تُدرج العضلة تحت الكتف على الحديبة الصغرى وتعمل على تدوير عظم العضد في الوسط أو داخليًا.
و العضلة ذات الرأسين العضدية، العضدية، والعضدية (التي تعلق بشكل أقصى) تعمل على ثني الكوع. (العضلة ذات الرأسين لا تلتصق بعظم العضد.) وثلاثية الرؤوس العضدية والمرفقية تمديد الكوع، ونعلق على الجانب الخلفي من العضد.
تشكل العضلات الأربعة للعضلات فوق الشوكة، والعضلة تحت الشوكة، والعضلة المدورة الصغرى، والعضلات تحت الكتفية حزامًا عضليًا رباطًا يسمى الكفة المدورة. تعمل هذه الكفة على استقرار المفصل الحقاني العضدي المتنقل بطبيعته ولكنه غير مستقر بطبيعته. يتم استخدام العضلات الأخرى كموازين لأعمال الرفع / السحب والضغط / الدفع.

## حيوانات أخرى
كانت الأحافير البدائية للبرمائيات تحتوي على رمح صغير، إن وجد، يربط بين الأطراف العلوية والسفلية، مما يجعل أطرافها قصيرة جدًا. ومع ذلك، في معظم رباعيات الأرجل الحية، يكون لعظم العضد شكل مشابه لشكل الإنسان. في العديد من الزواحف وبعض الثدييات البدائية، تشتمل الأطراف السفلية على ثقبة كبيرة أو فتحة تسمح بمرور الأعصاب والأوعية الدموية.

## التعظم
أثناء التطور الجنيني، يعد عظم العضد من أوائل الهياكل التي تتعظم، بدءًا من أول مركز تعظم في جذع العظم. يحدث تعظم عظم العضد بشكل متوقع في الجنين والجنين، وبالتالي يستخدم كمقياس بيولوجي للجنين عند تحديد عمر الحمل للجنين. عند الولادة، يكون عظم العضد الوليدي متحجرًا فقط في العمود. تكون المشاش غضروفية عند الولادة. يطور رأس العضد الإنسي مركز تعظم يبلغ حوالي 4 أشهر من العمر ويكون الحدبة الأكبر حوالي 10 أشهر من العمر. تبدأ مراكز التعظم هذه في الاندماج في عمر 3 سنوات. تكتمل عملية التعظم بعمر 13 عامًا، على الرغم من أن الصفيحة المشاشية (صفيحة النمو) تستمر حتى نضج الهيكل العظمي، وعادة ما يكون حوالي 17 عامًا.

## صور إضافية

رسم تخطيطي لمفصل الكتف في الإنسان، من الأمام
رسم تخطيطي لمفصل الكتف في الإنسان، من الخلف
رسم توضيحي لعظام الذراع في الإنسان
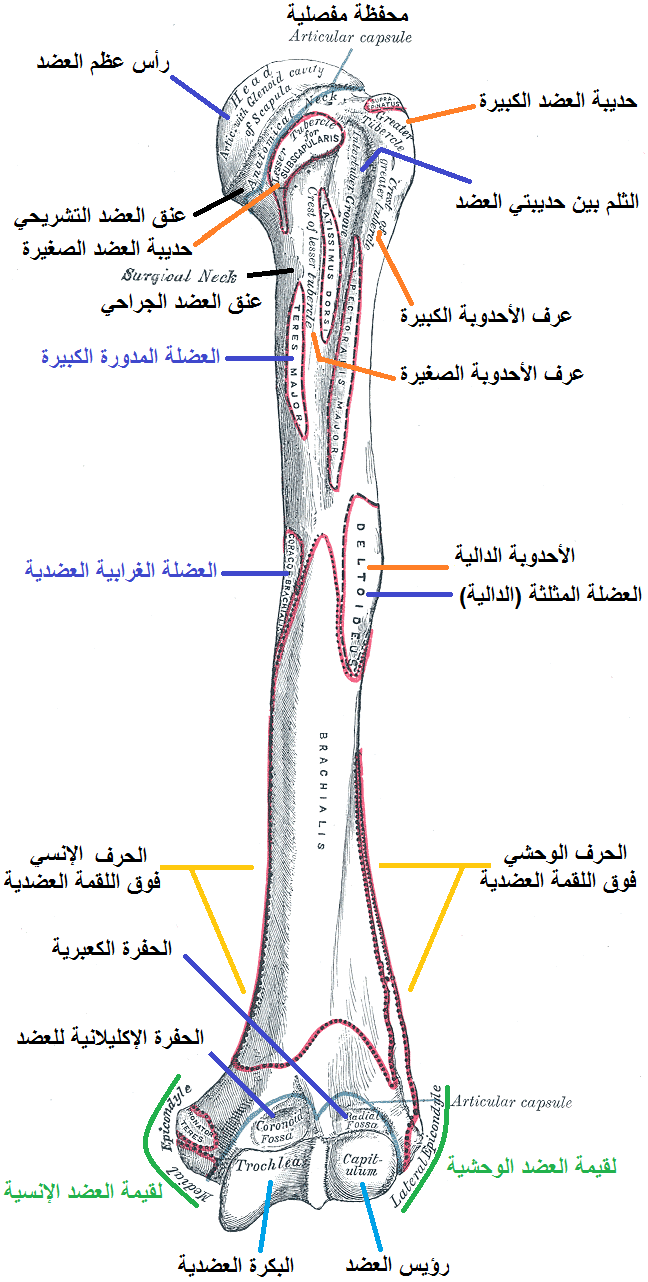
رسم توضيحي  لعظمة العضد
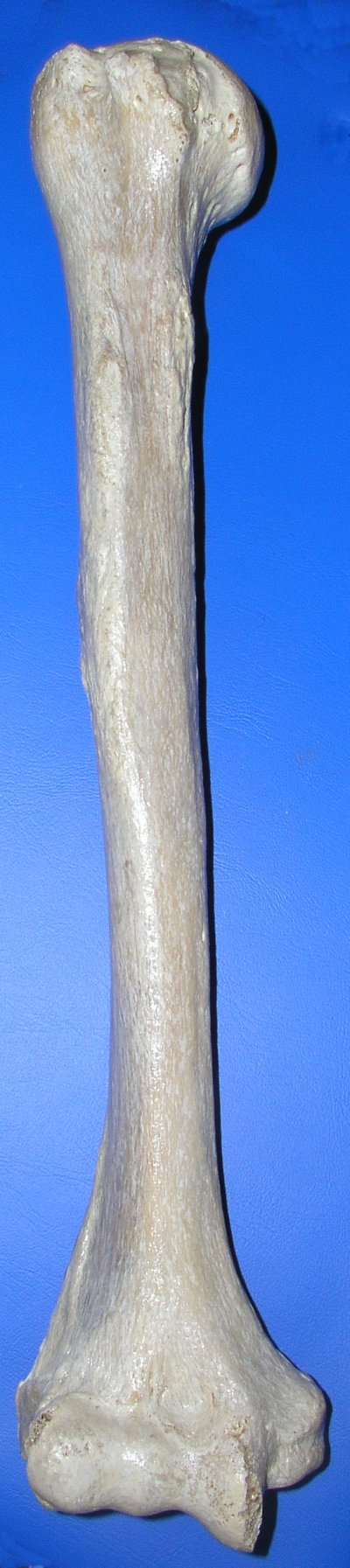
منظر أمامي لعظمة العضد (يمني)
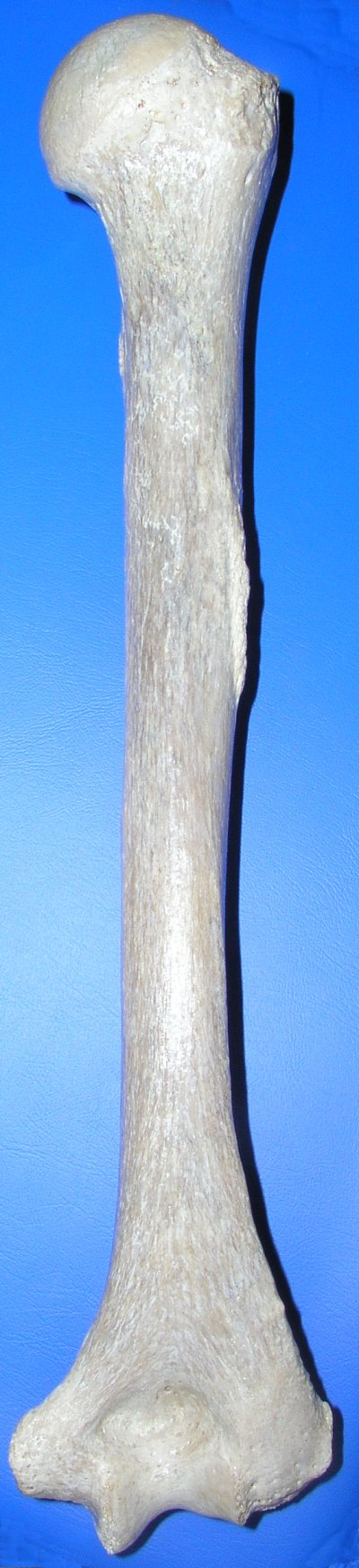
منظر خلفي لعظمة العضد (يمني)
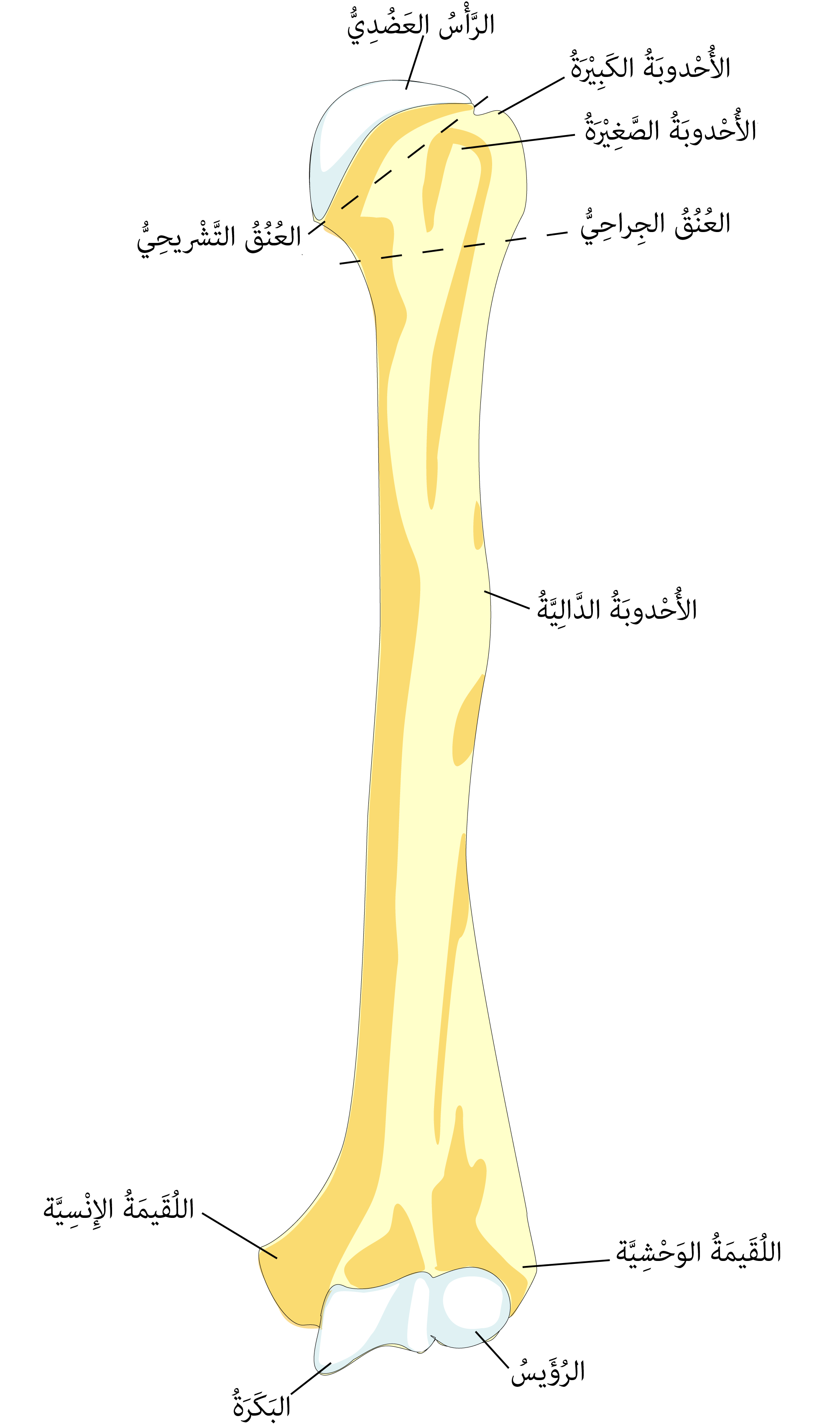
منظر أمامي لعظمة العضد (يسري)
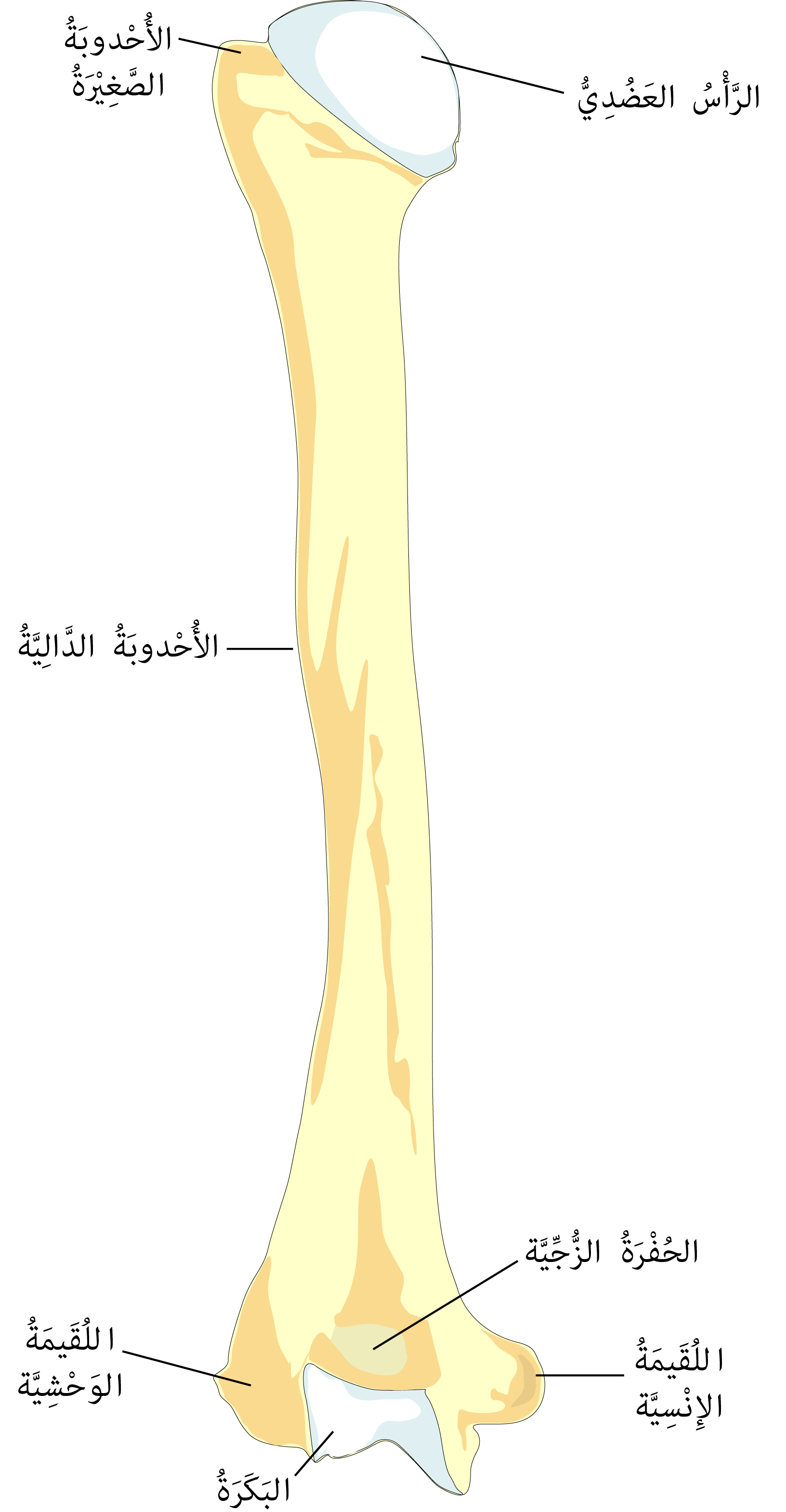
منظر خلفي لعظمة العضد (يسري)
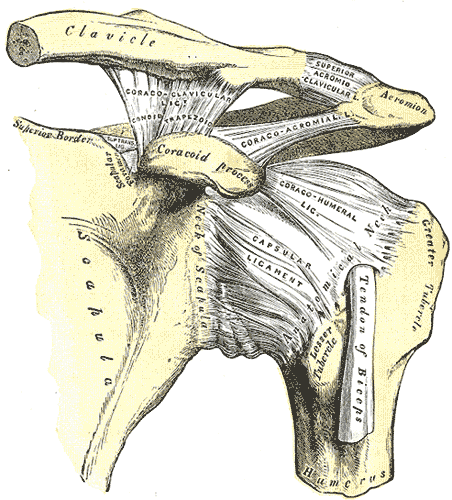
الكتف الأيسر ومفاصله وأجزاء من عظمة لوح الكتف
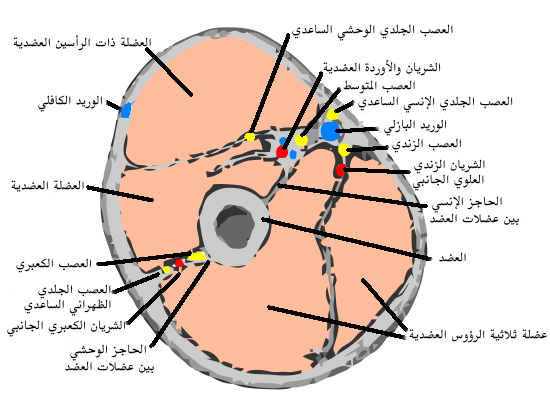
قطاع عرضي في منتصف الذراع وعظمة العضد
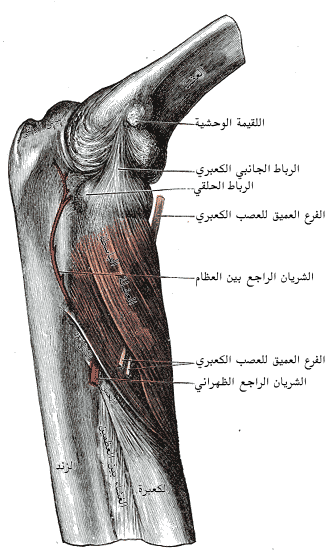
الباسطة.
عظم العضد الأيسر.
عظم العضد.
عظم العضد.
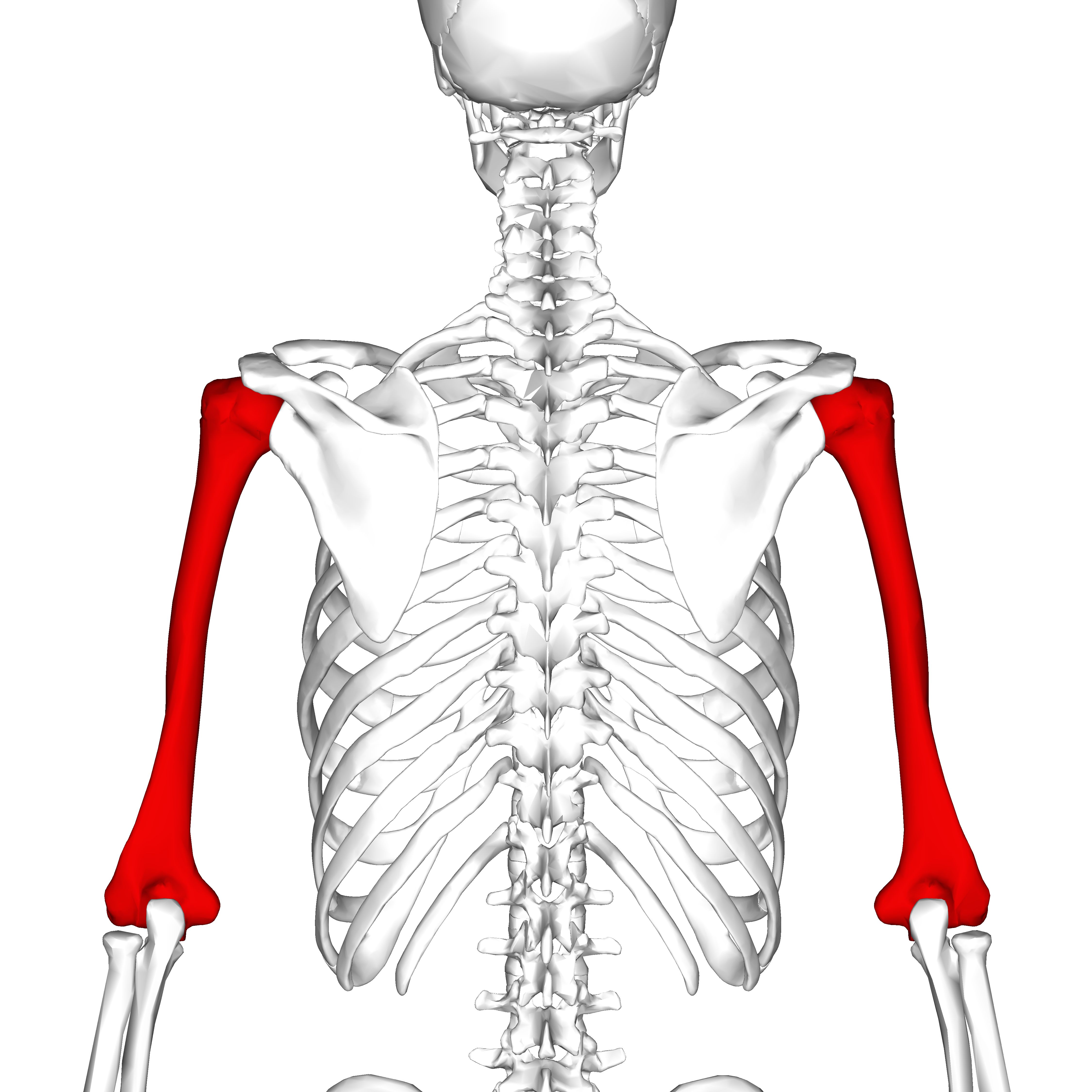
عظم العضد. عرض من الخلف.
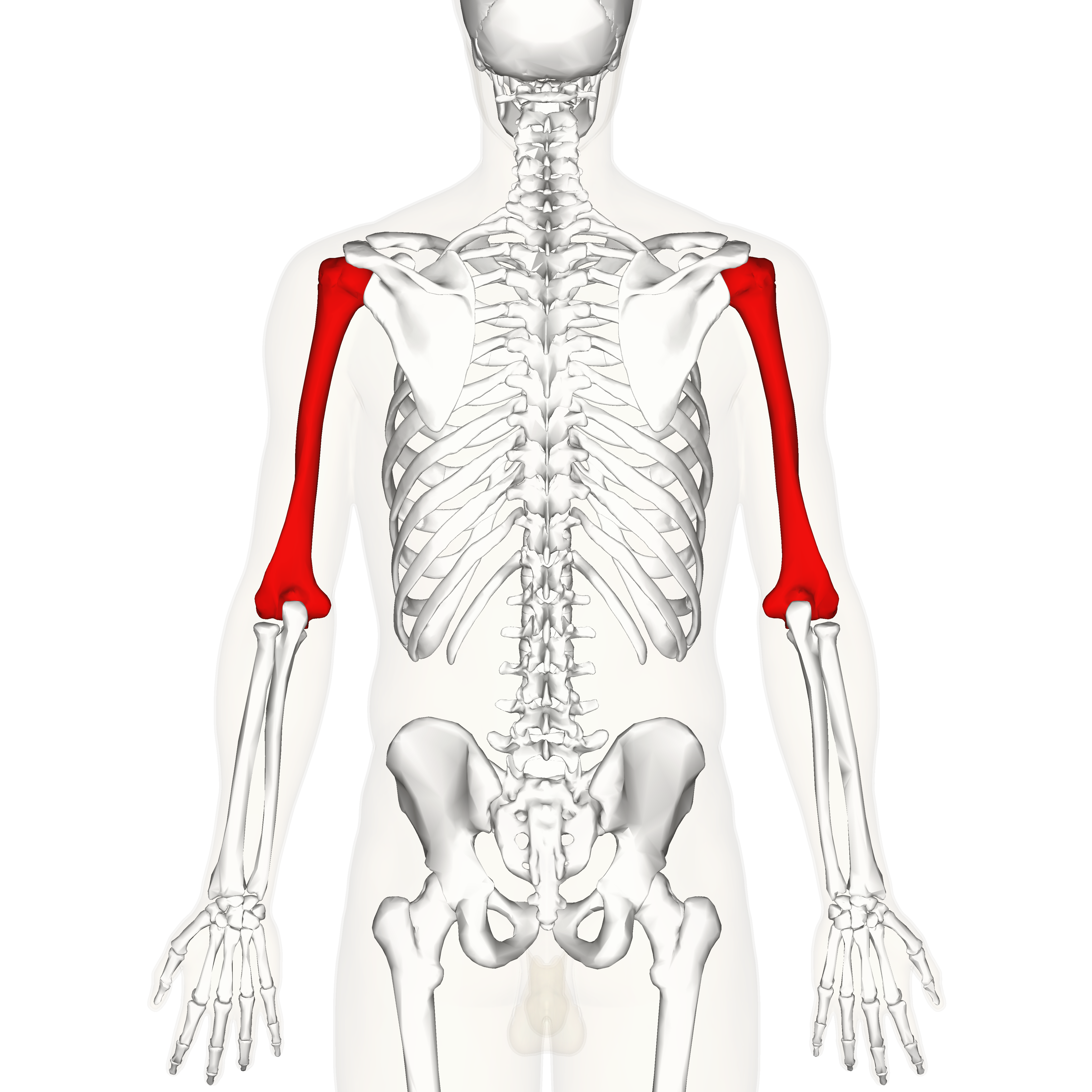
عظم العضد. عرض من الخلف.
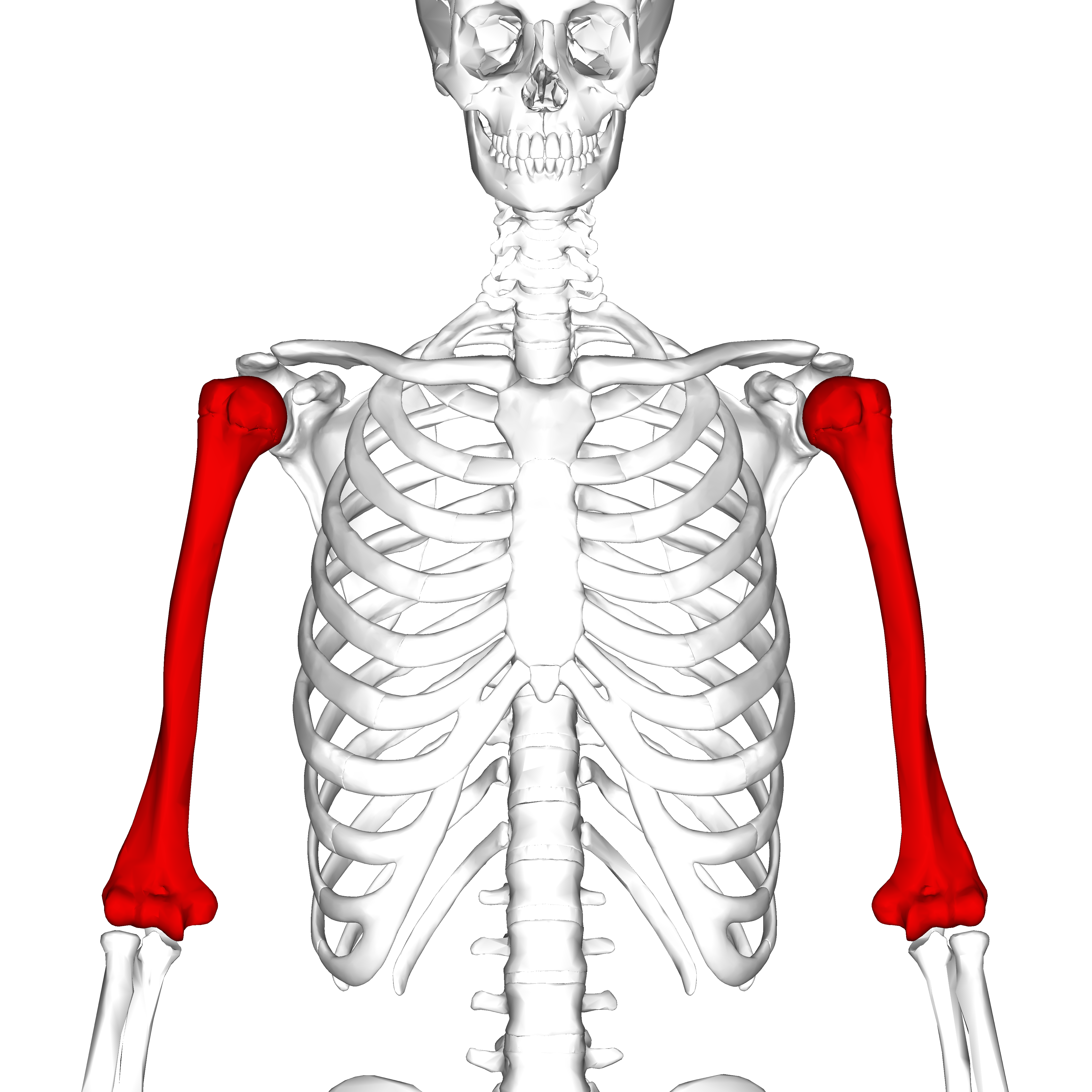
عظم العضد. عرض من الأمام.
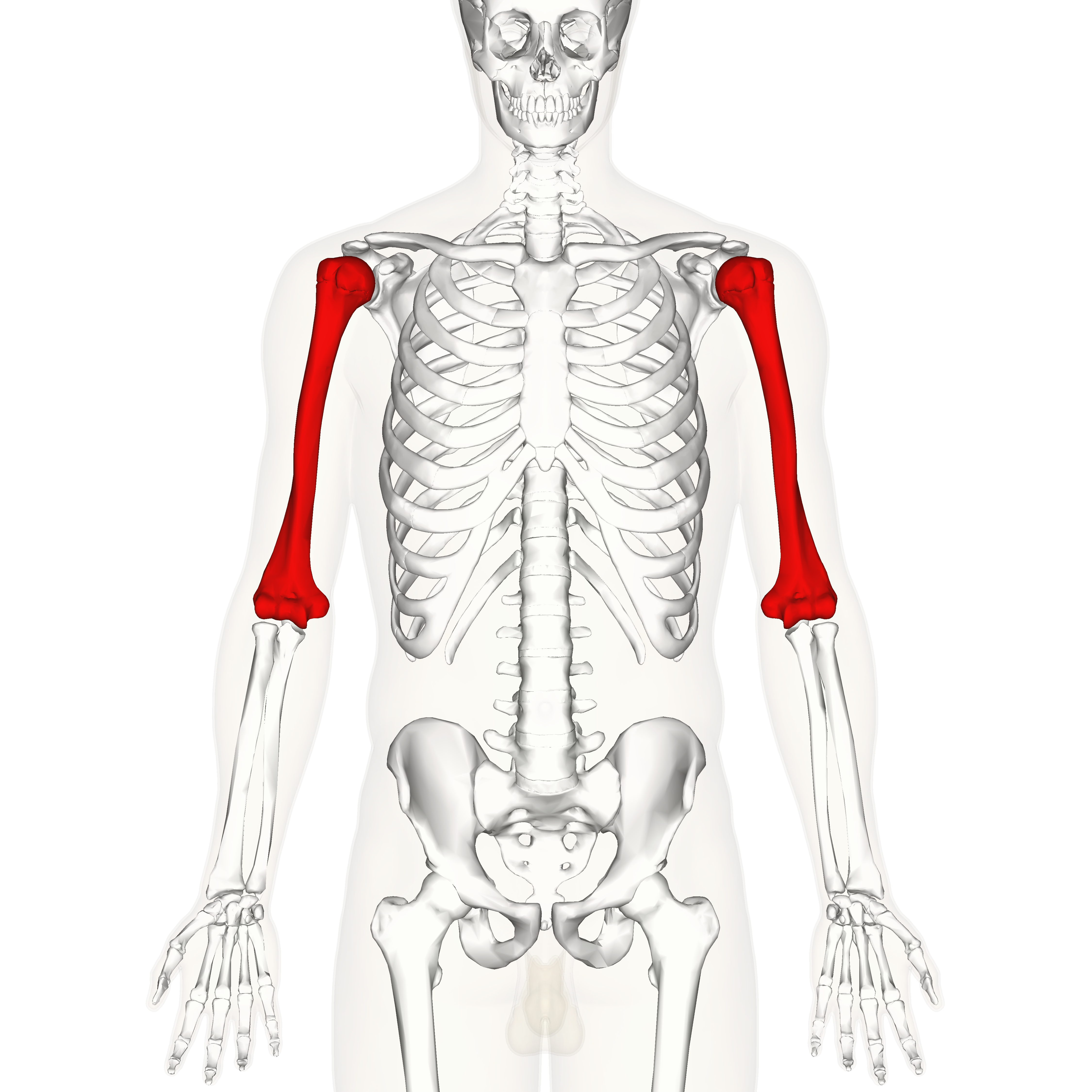
عظم العضد. عرض من الأمام.
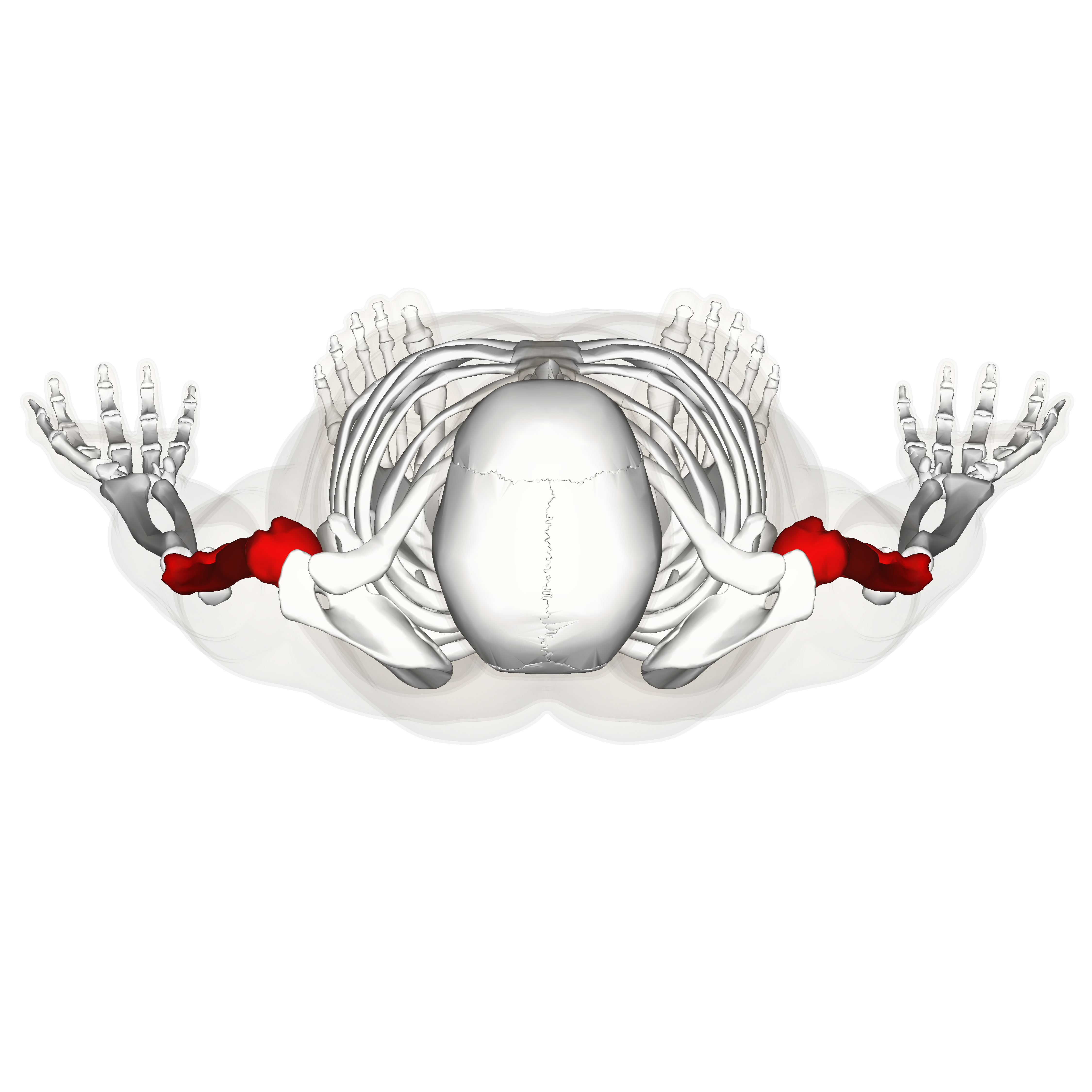
عظم العضد. عرض من أعلى.
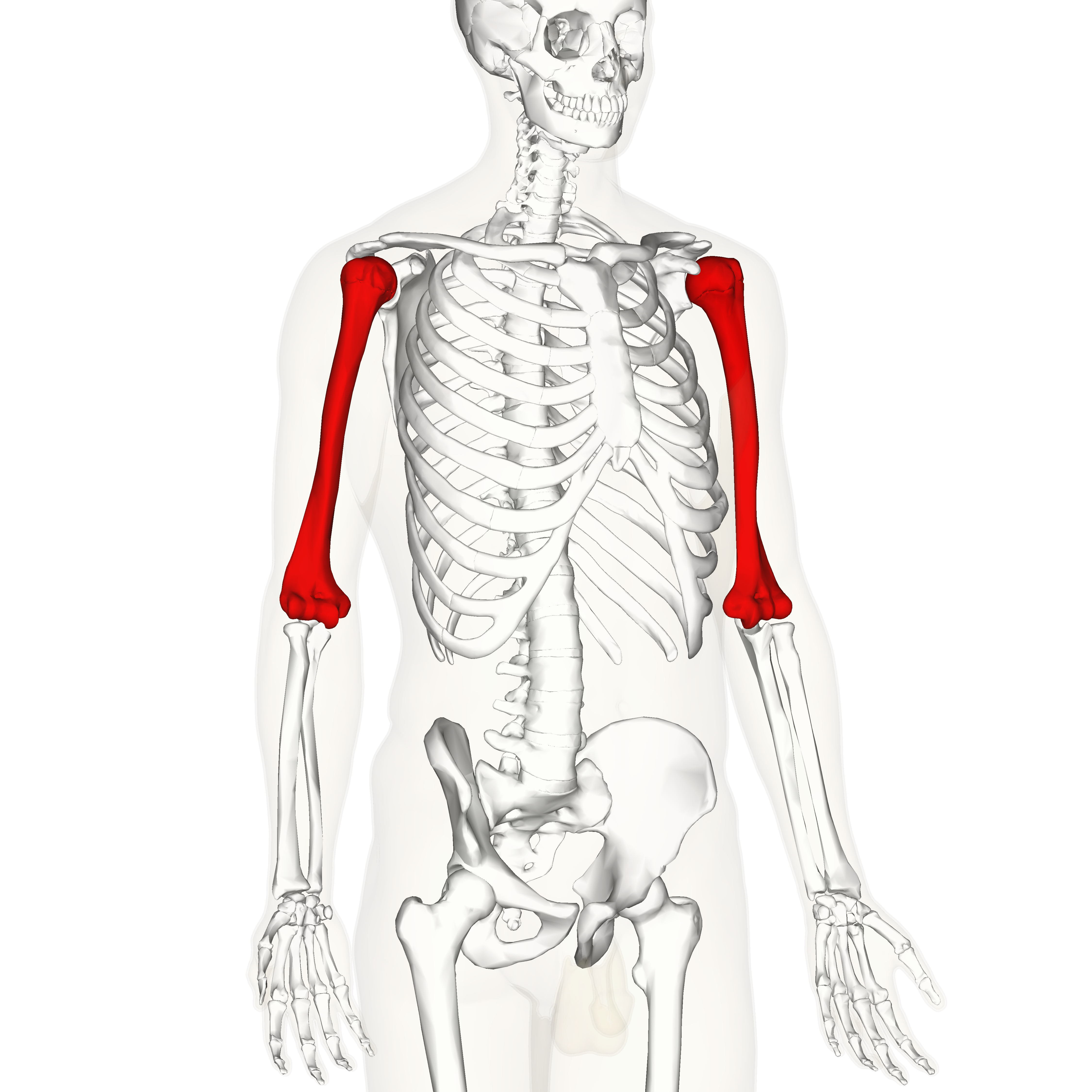
عظم العضد. عرض جانبي.

## روابط خارجية
- Gilman، D. C.؛ Peck، H. T.؛ Colby، F. M.، المحررون (1905). New International Encyclopedia (ط. 1st). New York: Dodd, Mead. {{استشهاد بموسوعة}}: الوسيط |title= غير موجود أو فارغ (مساعدة)
- العضد[وصلة مكسورة] - BlueLink Anatomy، كلية الطب بجامعة ميشيغان